# Etnolekt śląski

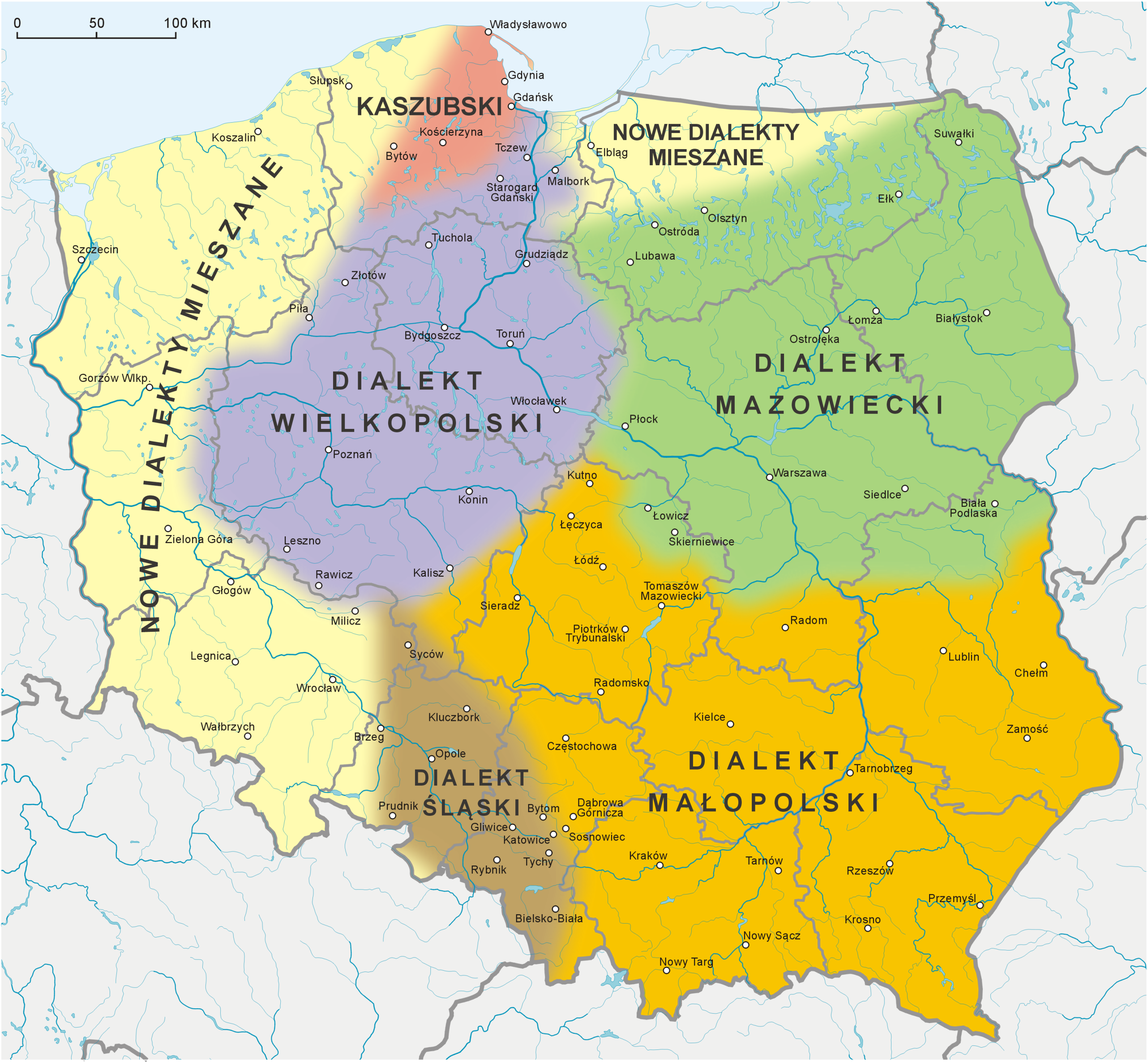
Dialekt śląski na mapie dialektów polskich według Stanisława Urbańczyka

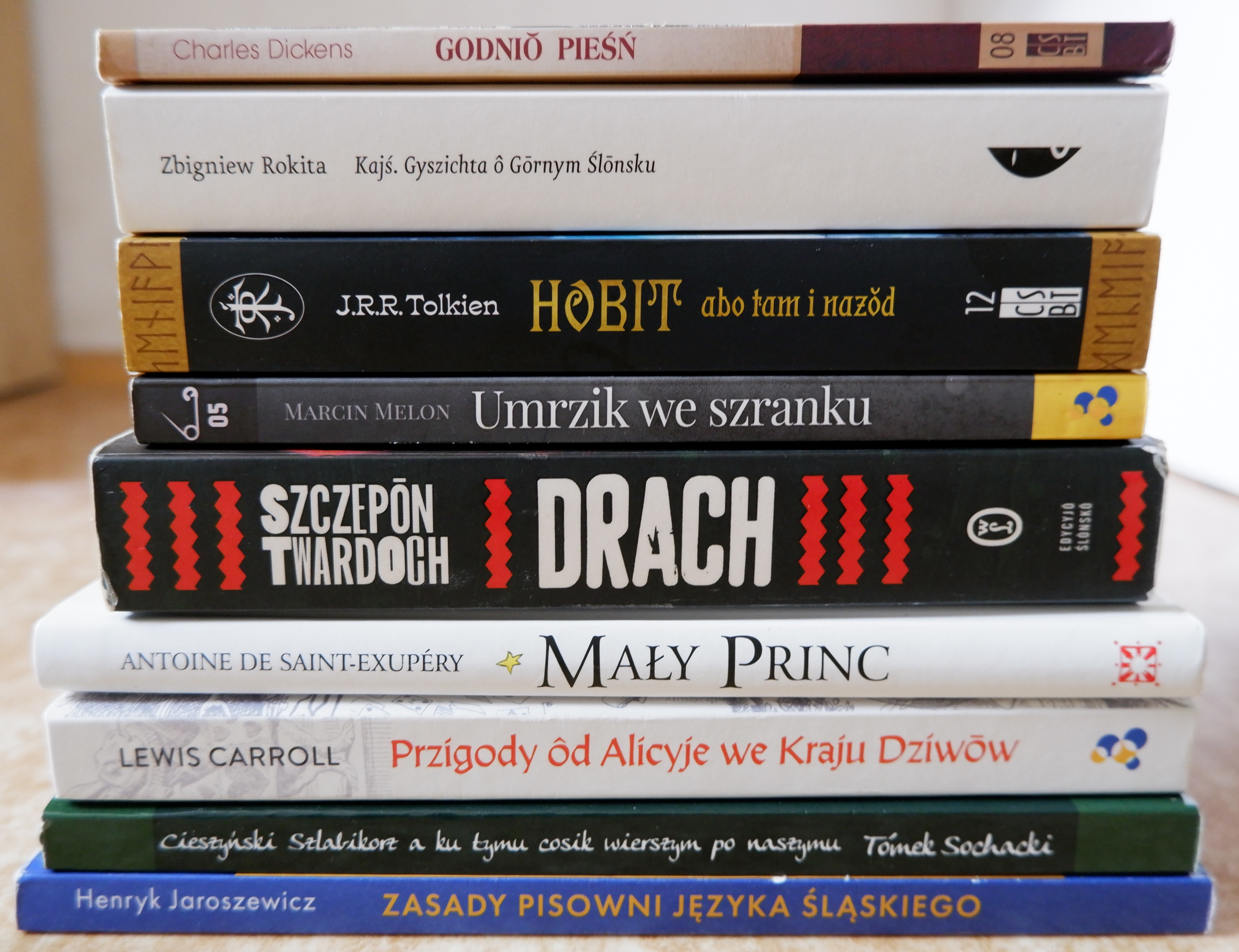
Przykład książek wydanych współcześnie po śląsku

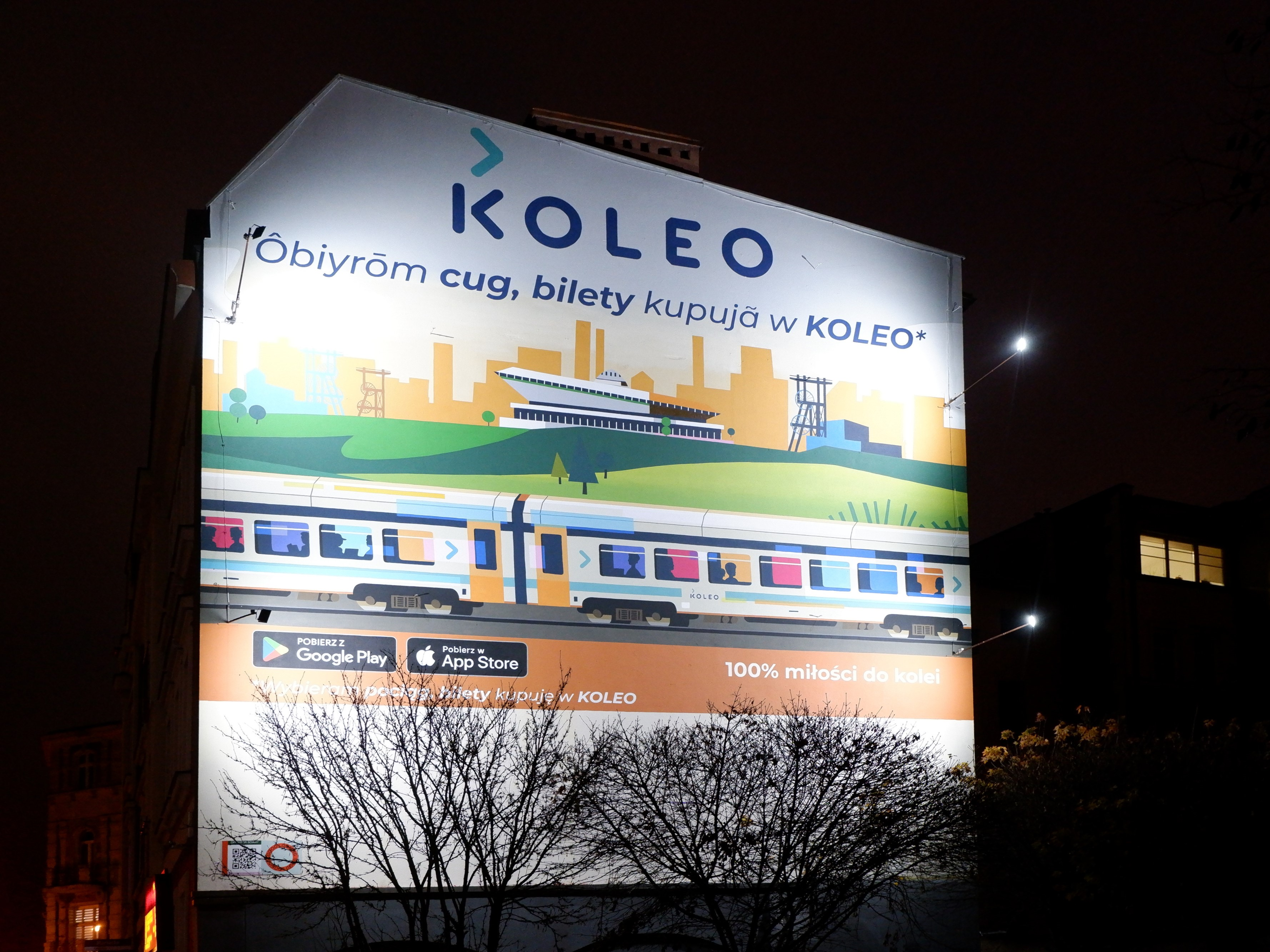
Śląszczyzna w przestrzeni publicznej: mural reklamowy w Katowicach

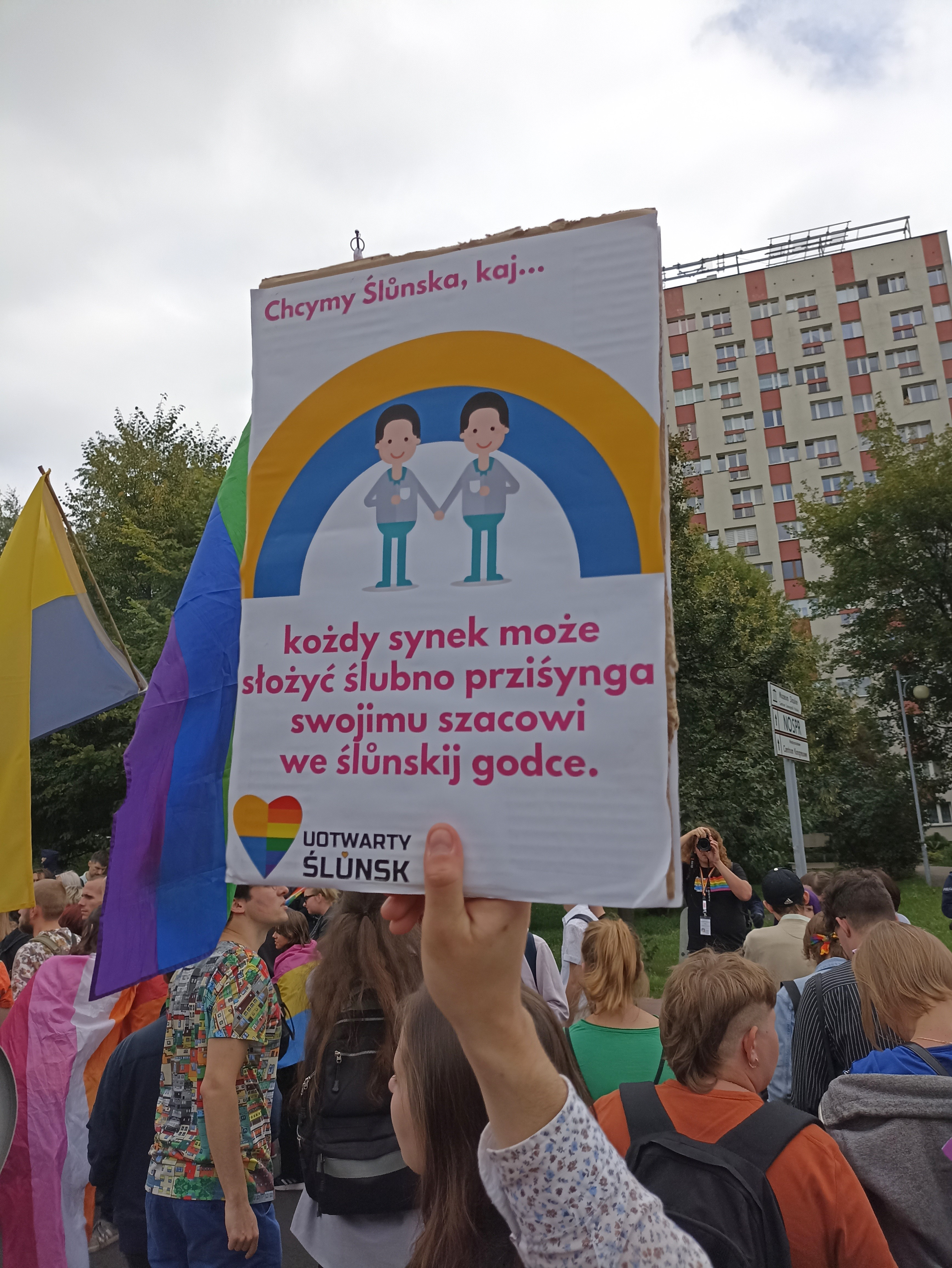
Śląszczyzna w przestrzeni publicznej: baner na Marszu Równości w Katowicach (2022)

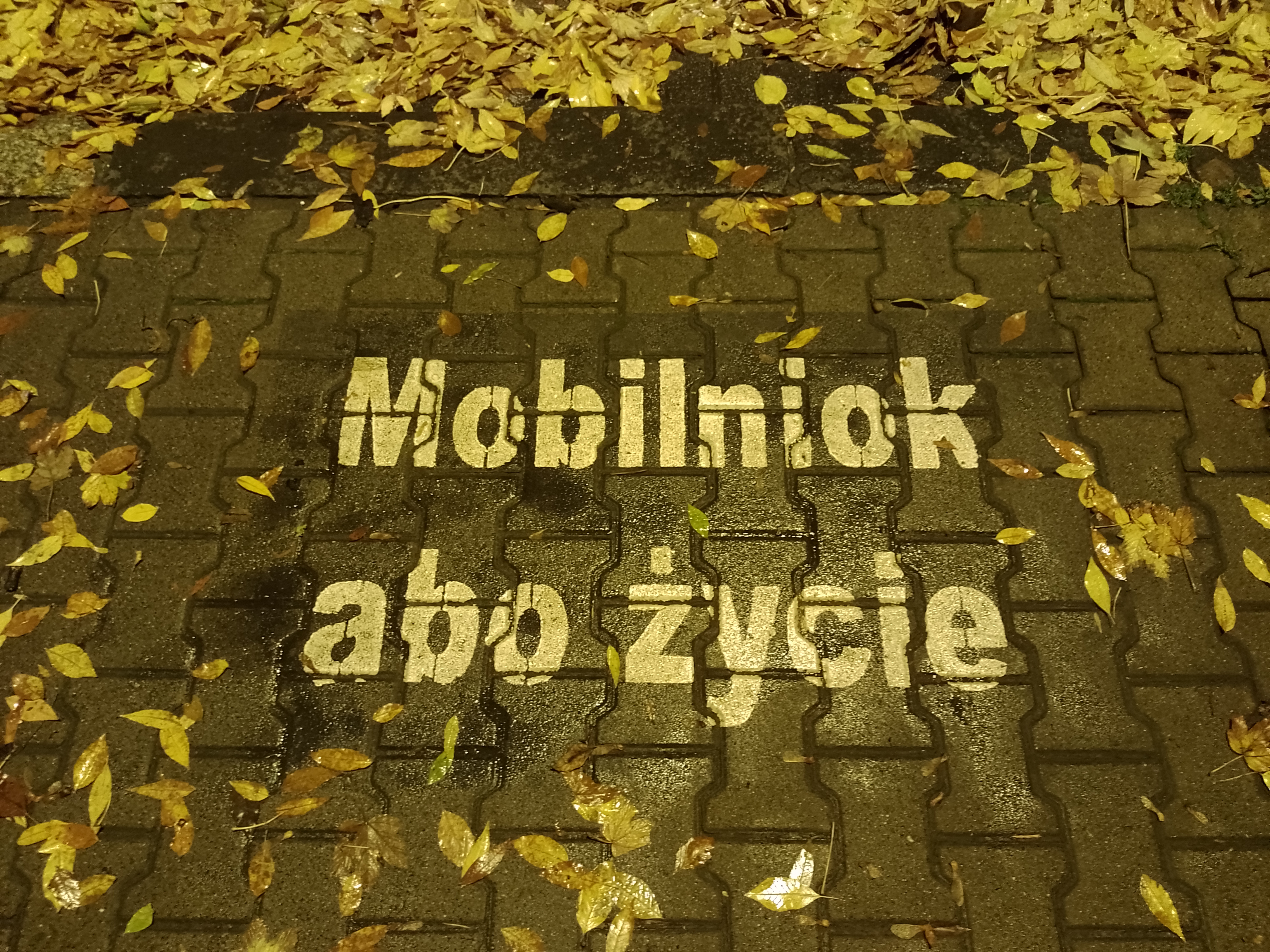
Śląszczyzna w przestrzeni publicznej: napis Komórka albo życie w Chorzowie

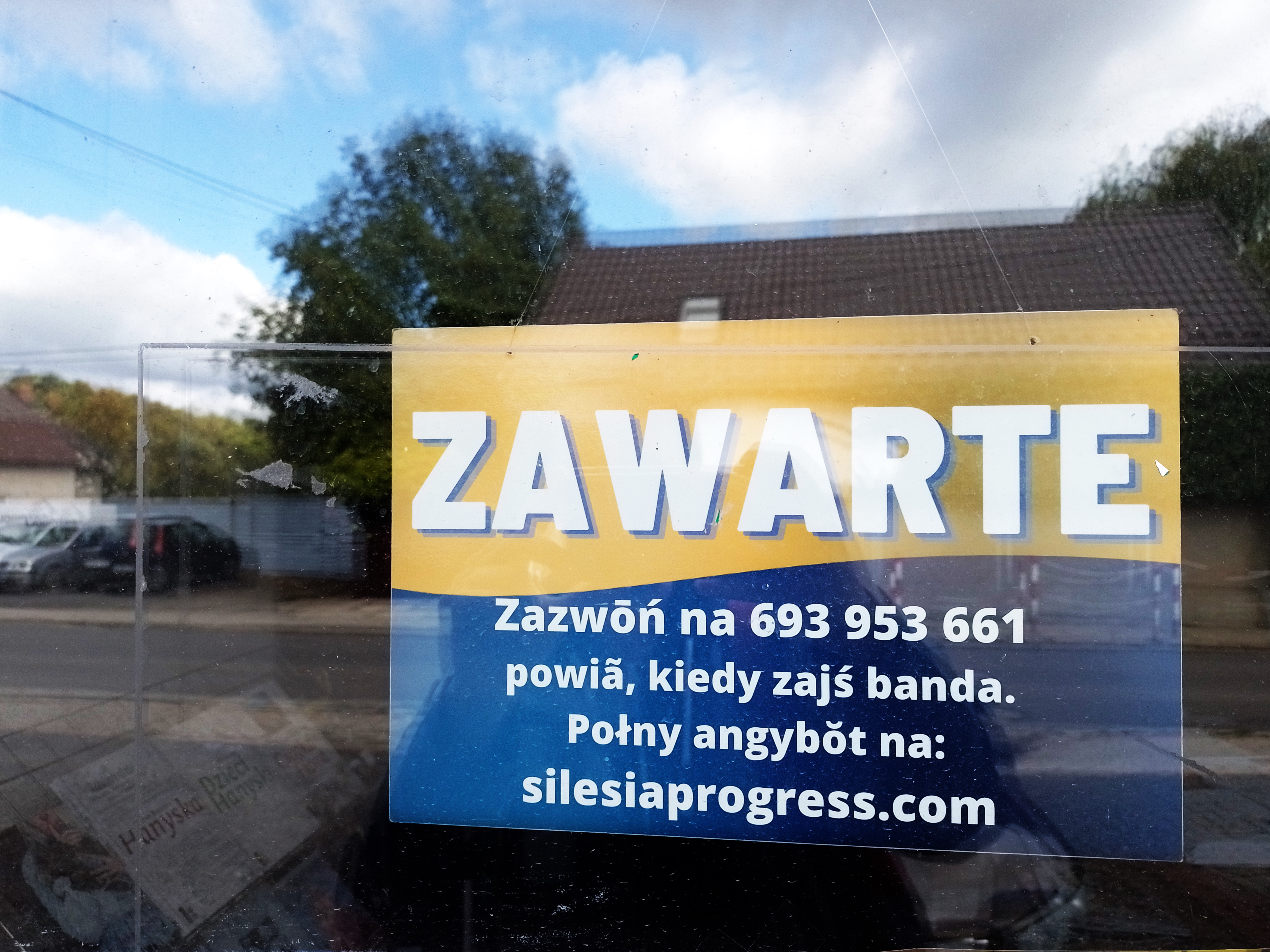
Śląszczyzna w przestrzeni publicznej: tabliczka na drzwiach sklepu Silesia Progress w Luboszycach koło Opola

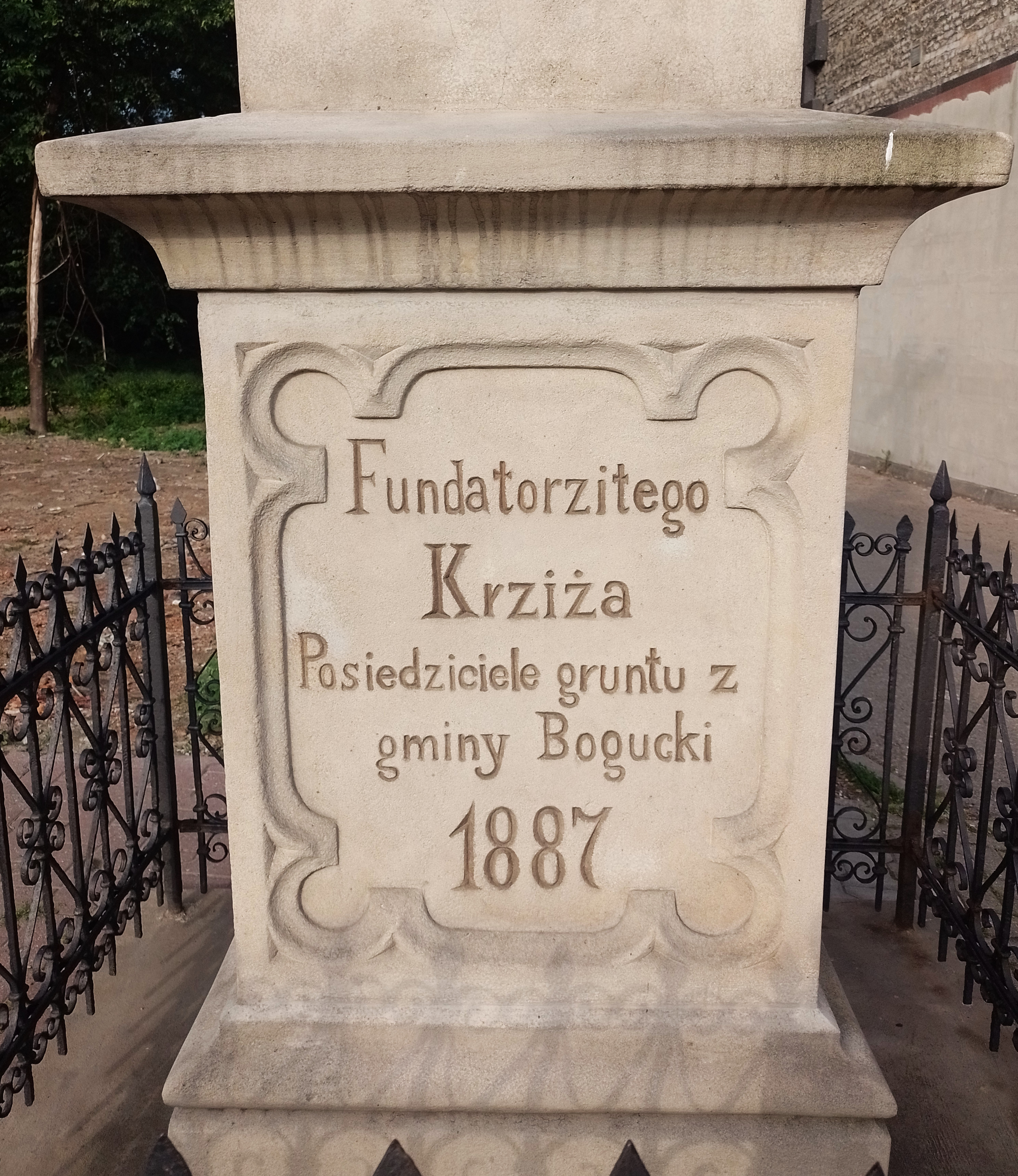
Inskrypcja po śląsku na XIX-wiecznym krzyżu przydrożnym w Katowicach-Bogucicach

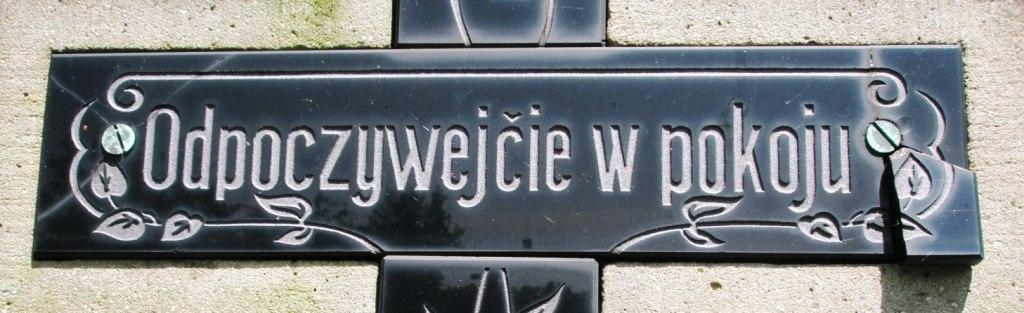
Inskrypcja grobowa po śląsku na cmentarzu w Trzycieżu koło Czeskiego Cieszyna

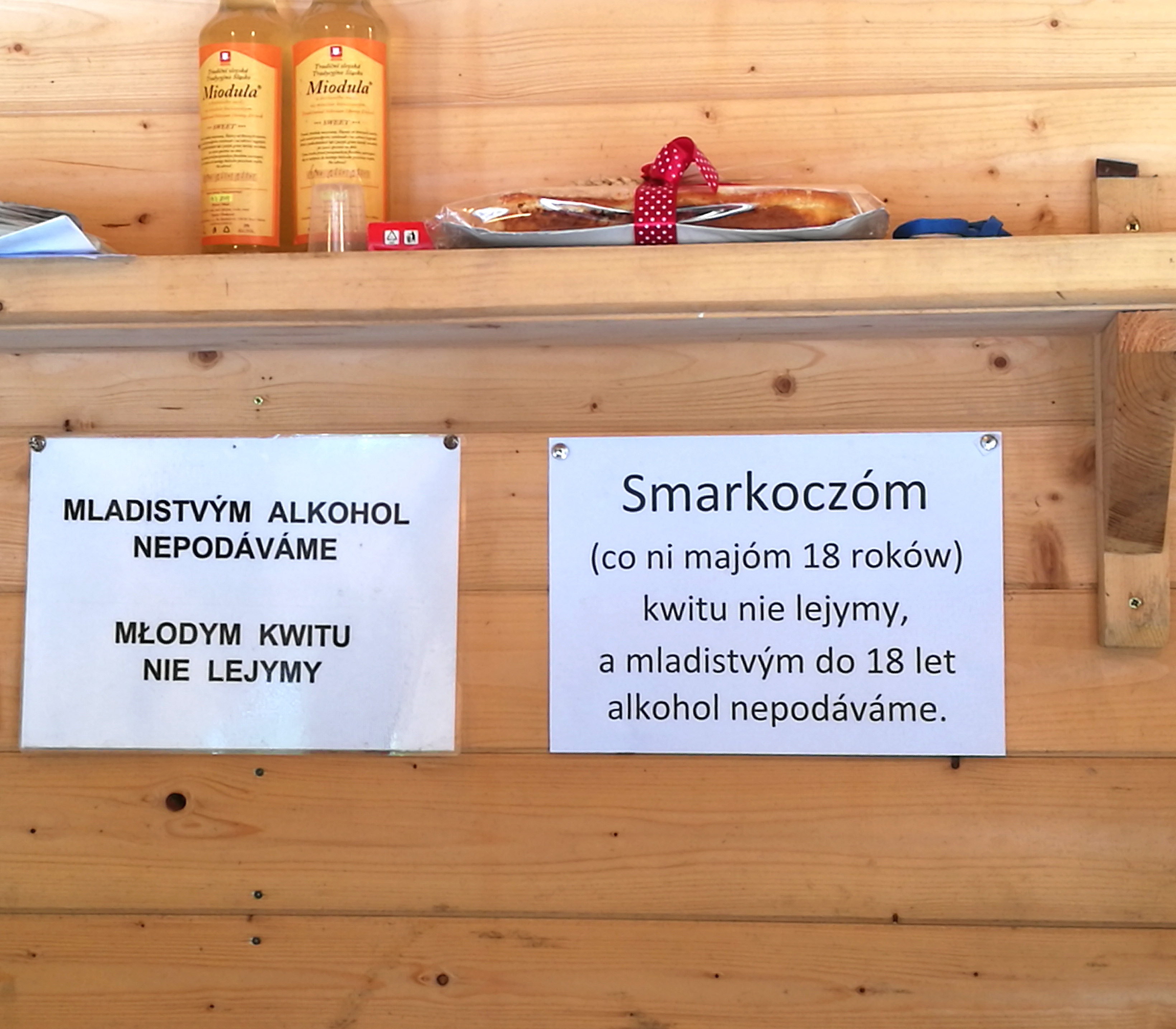
Napisy w cieszyńskiej odmianie śląszczyzny podczas festiwalu Gorolski Święto w Jabłonkowie (2019)

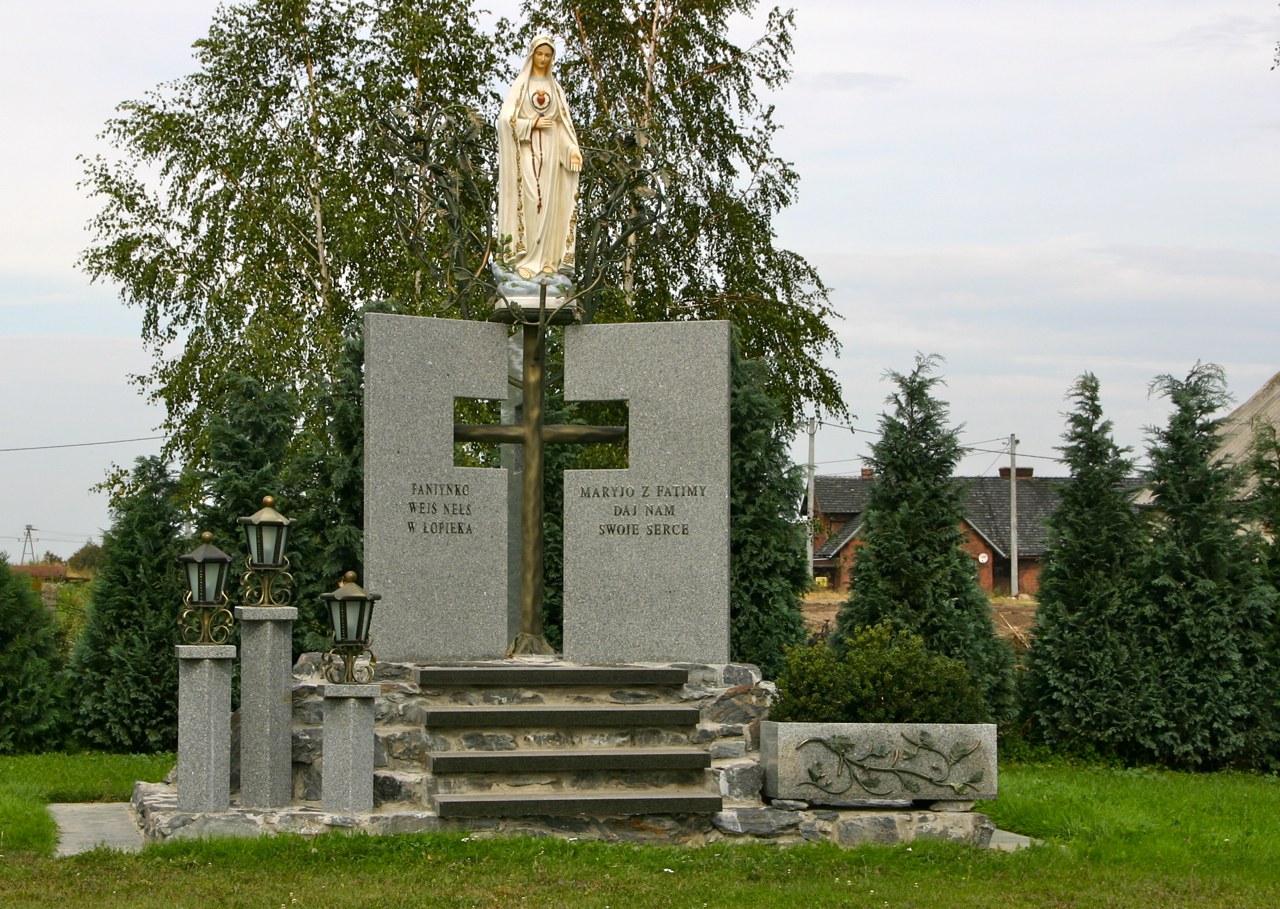
Pomnik ze śląską inskrypcją Paniynko wejś nełs w łopieka w Krobuszu koło Prudnika

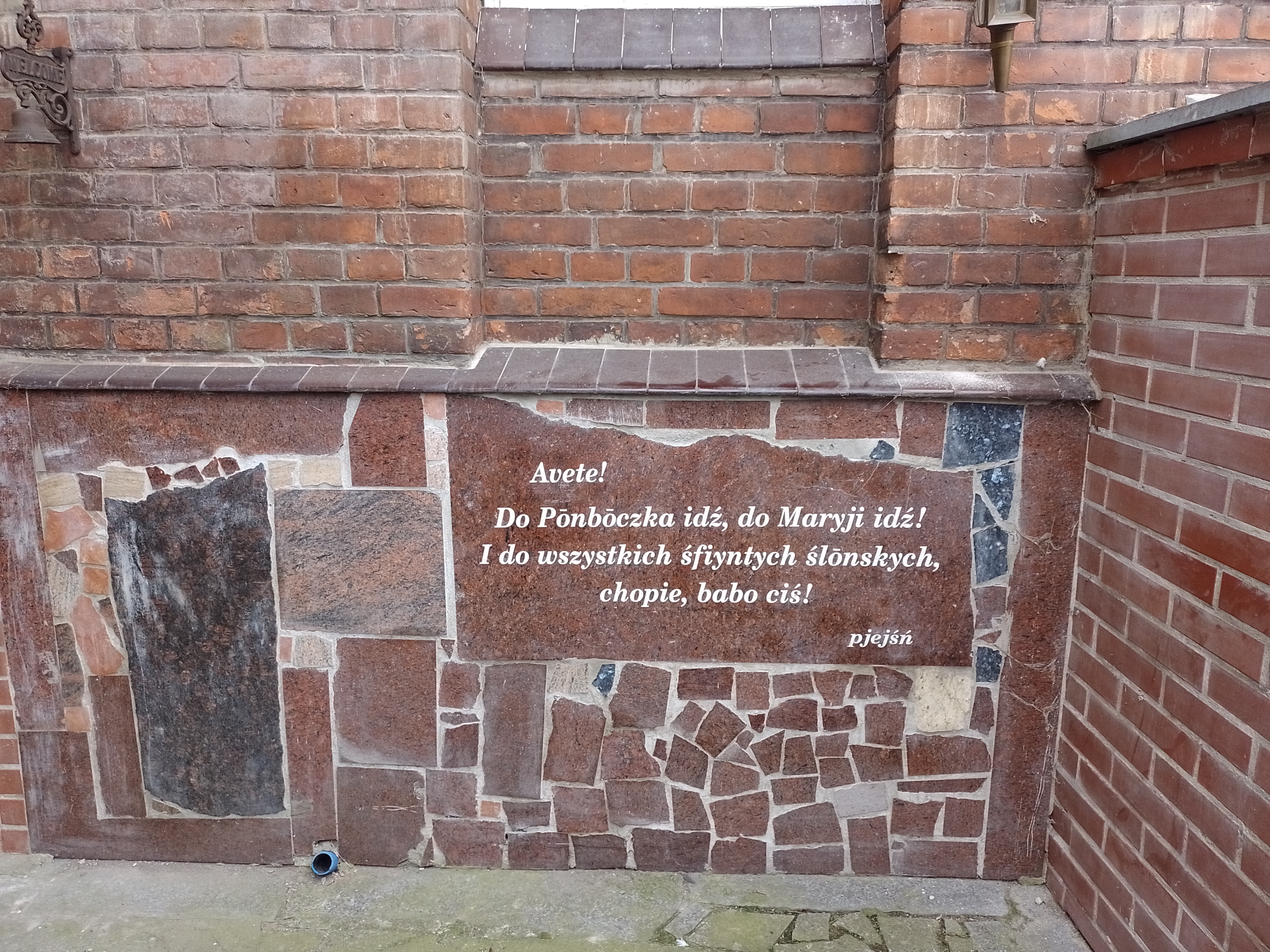
Śląszczyzna w przestrzeni publicznej: inskrypcja na murze muzeum i domu spotkań „Robertus” w Łączniku koło Prudnika

Etnolekt śląski (śl. ślōnskŏ gŏdka, ślōnsko godka, ślůnsko godka), w dialektologii polskiej dialekt śląski, czasem też gwara śląska – zespół gwar śląskich, być może łączących się w kilka dialektów, którym posługuje się rdzenna ludność Górnego Śląska. Na kształtowanie się słownictwa etnolektu miały wpływ zapożyczenia z języków: literackiego polskiego, czeskiego (szczególnie z narzecza morawskiego, traktowanego niekiedy jako odrębny język), niemieckiego (najczęściej z germańskiego dialektu śląskiego) oraz częściowo słowackiego. W mowie tej konsekwentnie dominuje dzisiaj fonologia i morfologia słowiańska i przeważa takiż źródłosłów. Dyskusyjna jest kwestia statusu mowy śląskiej. W publikacjach językoznawczych śląszczyzna uznawana jest za dialekt języka polskiego. Jednakże znaczna część wyrażeń bliższa jest językowi staropolskiemu niż współczesnej polszczyźnie standardowej. W Narodowym Spisie Powszechnym w 2002 r. używanie śląskiego w kontaktach domowych zadeklarowało 56,6 tys. osób. W spisie z 2011 było już 529 tys. takich deklaracji, a w spisie z 2021 – 458 tys. Język śląski został uwzględniony w normie ISO 639-3, gdzie Międzynarodowa Organizacja Normalizacyjna – ISO przydzieliła mu kod: „SZL”.
W obrębie dialektu śląskiego można wyróżnić zarówno gwary oddalone od polszczyzny standardowej, jak i formy bliskie językowi ogólnemu, odróżniające się cechami akcentu. Powstał ruch dążący do ustanowienia śląskiego standardu językowego, zwiększenia prestiżu gwar śląskich i wyodrębnienia ich jako odrębnego języka. Trwają także prace kodyfikacyjne, mające na celu ustanowienie śląskiej ortografii.

## Dialekt a język

### Status językowy
W polskiej literaturze naukowej dominuje pogląd, że etnolekt śląski jest zespołem gwar lub dialektów/poddialektów w obrębie języka polskiego.
Etnolekt śląski jako odrębny język słowiański klasyfikowali niektórzy slawiści. Gerd Hentschel wymienia w swoich pracach język śląski wśród języków zachodniosłowiańskich; napisał również artykuł naukowy, zatytułowany „Śląski – nowy (albo i nie nowy) język słowiański?”, w którym stwierdził, iż z punktu widzenia socjolingwistycznego nie ma powodu, żeby klasyfikować śląszczyznę jako odrębny język. Reinhold Olesch, niemiecki slawista rodem z Górnego Śląska, uważał śląski za swój język ojczysty. Mimo to w swojej dysertacji podkreślił polskość śląskiego, co zaowocowało wielkim oburzeniem politycznym. Ostatecznie stracił pracę na Uniwersytecie w Greifswaldzie.
W Narodowym Spisie Powszechnym w 2002 r. używanie śląskiego w kontaktach domowych zadeklarowały 56 643 osoby, z czego 40,2 tys. w woj. śląskim i 16,4 tys. w woj. opolskim. Według spisu z 2011 używanie śląskiego w kontaktach domowych zadeklarowało 529 tys. osób.
Język śląski został zarejestrowany w Międzynarodowej Organizacji Językowej, gdzie przydzielono mu kod ISO: „szl”.
We wrześniu 2007 roku zorganizowano pierwszy raz Ogólnopolskie Dyktando Języka Śląskiego. Ma ono charakter ogólnopolski, mogą brać w nim udział wszyscy, niezależnie od miejsca zamieszkania. Przez organizatorów dyktanda jako poprawne akceptowanych jest przynajmniej 10 różnych sposobów zapisu.

### Argumenty za dialektem
Bliskie powiązanie strukturalne z polszczyzną standardową ze względu na cechy fleksji, rdzenie tematyczne części wyrazów świadczą o języku pogranicza polsko-czeskiego. Liczne germanizmy w rdzeniach tematycznych (przy zachowaniu polskich końcówek wyrazów) świadczą o napływowości, a więc wtórności wpływu na dialekt śląski ze strony języka niemieckiego. Brak wpływu niemieckiego na fleksję, szczątkowy wpływ na składnię. W publikacjach z dziedziny językoznawstwa mowa jest raczej o „gwarach śląskich” lub o „dialektach śląskich”.
Następujące cechy świadczą o bezpośrednim powiązaniu mowy śląskiej ze standardową polszczyzną, przy równoczesnym kontraście do języka czeskiego, a także innych języków słowiańskich:
- obecność g: śl./pol. noga, vs. czes. noha;
- obecność dz w odmianie g, np. śl./pol. na nodze, czes. na noze, słow. na nohe, ros. na nogie;
- twarda wymowa cz, sz, ż identyczna z polską, a różna od czeskiej; spółgłoski te na północnym Śląsku ulegają ponadto mazurzeniu, podobnie jak to ma miejsce w wielu dialektach polskich; mazurzenie nie występuje w języku czeskim;
- obecność i wymowa spółgłosek ś, ź, ć, dź identyczna jak w języku ogólnopolskim: siano, zielóny, jeść, dziyń. Wymowa taka silnie odróżnia polszczyznę standardową i mowę śląską od sąsiedniego języka czeskiego: seno, zelený, jíst, den, a także od większości innych narzeczy słowiańskich, w tym kaszubszczyzny;
- obecność przegłosu lechickiego: śl./pol.las, miasto, siostra, w odróżnieniu od innych języków słowiańskich, gdzie występują formy les, m(i)esto, s(i)estra,
- obecność o w wyrazach typu ch(ł)op, g(ł)owa, w(ł)osy, krowa, wróna, drogi – czes. chlap, hlava, vlasy, kráva, vrána, drahý.
- brak r i l zgłoskotwórczego: śl./pol. twardy vs. czes. tvrdý; śl./pol. wilk vs. czes. vlk.
- obecność spółgłoski ł, wałczenie: śl. łónka, chciała vs. czes. louka, chtěla czy słow. lúka, chcela.
- w mowie śląskiej samogłoski nosowe nie uległy – jak to się często mylnie podaje – zanikowi, a jedynie są wymawiane asynchronicznie, tzn. z rozkładem na samogłoskę ustną + n/m[33][34]. Asynchroniczna wymowa nie jest też zjawiskiem wyłącznie śląskim – występuje ona także w innych formach polszczyzny, np. w gwarze podhalańskiej. Przykłady: śl. dómb – pol. dąb (wym. domp) – czes./ros. dub; śl./podh. rynka – pol. ręka – czes./ros. ruka;
- obecność wyrazów staropolskich np. brusić – ostrzyć, wieczerza/wieczerzo (= kolacja), jyno/yno (= tylko), żynich (= pan młody);
- odmiana rzeczowników i przymiotników, pomijając drobniejsze różnice fonetyczne, jest na ogół zgodna ze wzorem polskim, a odmienna od czeskiego np. o chop-ach vs. czes. o chlap-ech, o jynzykach, vs. czes. o jazyc-ích, s chopami/s chopóma vs. czes. s chlapy; nowo, lepszo droga do tyj staryj szkoły vs. czes. nová, lepší cesta do té staré školy,
- możliwość tworzenia czasu przyszłego według wzoru byda godała albo byda godać. W języku czeskim funkcjonuje tylko konstrukcja budu mluvit, forma (!) budu mluvila jest niegramatyczna i dla Czecha może być wręcz niezrozumiała;
- miękka wymowa spółgłosek przed i. Przykładowo, wyraz lipa jest wymawiany z miękkim l' po śląsku oraz w języku ogólnopolskim, natomiast w języku czeskim oraz w polskiej wymowie warszawskiej l jest twarde, co Ślązak słyszy jako lypa.
- w gwarach południowego Śląska spotyka się formy wiesieli (= wesele), czyrwióny (= czerwony), w których przechowała się staropolska fonetyka tych wyrazów, podczas gdy w języku ogólnopolskim stwardniały one właśnie pod wpływem czeskim; może to świadczyć o świadomości mieszkańców regionu, że posługiwali się oni dialektem polskim, a nie czeskim;
- podobna sytuacja odnosi się do ogólnośląskiego słowa gańba (= wstyd), gdy tymczasem literacki język polski przejął z czeskiego formę hańba.

Spoiwem łączącym mowę śląską z polszczyzną była też wiara (w Prusach – katolicka, a w Cieszyńskiem – ewangelicka), ponieważ Ślązacy również po polsku modlili się i śpiewali pieśni, korzystając z książek religijnych drukowanych w Krakowie, a później także na Śląsku.
Wpływ języka czeskiego na mowę śląską jest wyraźny, przede wszystkim w zakresie słownictwa, np. aspoń (= przynajmniej), babowka (= babka), bezmała (= nieomal), cesta (= droga), dej pozór! (= uważaj!), galan (= kawaler), gorko (= ciepło), chnet (= zaraz), łożarty (= pijany), ostuda (= wstyd), owiynzina (= wołowina), pójczować (= pożyczać), skórzica (= cynamon), srandowny (= zabawny), stróm (= drzewo) i wiele innych.
Występują też konstrukcje składniowe pochodzenia czeskiego, np. Niż my tam przijechali, uonego już ni boło dóma (Zanim tam przyjechaliśmy, już go nie było w domu), czes. Než jsme tam přijeli, on už nebyl doma.
Sporadycznie zdarzają się wpływy języka słowackiego: czakać (= czekać, forma używana na Śląsku Cieszyńskim) odpowiada formie słowackiej čakať, natomiast forma czeska čekat jest zgodna z formą ogólnopolską.
Wpływ języka niemieckiego na mowę śląską nasilił się już po 1749 roku w zajętej przez Królestwo Prus części Śląska. Wtedy też Ślązacy zaczęli używać wyrazów niemieckich na określenie przedmiotów wcześniej im nieznanych, związanych bądź z przemysłem, bądź ogólniej z życiem w miastach, np. fedrować (= wydobywać, niem. fördern), bana (= tramwaj, niem. die Bahn). Ta część słownictwa pochodzenia niemieckiego jest do dziś używana niezależnie od tożsamości narodowej mówiącego, tzn. także przez osoby czujące się Ślązakami-Polakami.
Spora liczba germanizmów dotyczy jednak wyrażeń związanych z życiem codziennym, np. kyjza (= ser żółty, niem. der Käse; ser biały określa się słowiańskim syr), mantel (= płaszcz, niem. der Mantel), ancug (= garnitur, niem. der Anzug), bryle (= okulary, niem. die Brille; też czes. brýle), sztrachecle (= zapałki, niem. die Streichhölzer).
Zazwyczaj germanizmy weszły w pełni do zasobu etnolektu śląskiego i są stosowane mimo zupełnego nieraz braku znajomości języka niemieckiego. Warto tu przytoczyć znamienny dowcip o Ślązaku, który pojechał do Berlina i żali się swemu koledze kupiół bych sie tyn ancug, yno nie wiym jak sie to po niymiecku nazywo.
W pewnych przypadkach zapożyczeń dokonano nie z języka ogólnoniemieckiego, a z jego nieistniejącej już górnośląskiej (niemieckiej) odmiany, np. śl. ryczka (= taborecik) pochodzi z regionalnego niemieckiego die Ritsche, a nie z ogólnoniemieckiego der Hocker. Wyrazy niemieckie były zazwyczaj przystosowywane do śląskiego (tj. słowiańskiego/polskiego) systemu językowego i odmieniane tak jak wyrazy rodzime (np. anegdotyczne w antryju na byfyju stoi szolka tyju (= w przedpokoju na kredensie stoi filiżanka herbaty).
Istotnym zapożyczeniem niemieckim jest partykuła ja (= tak), która nigdy nie jest zastępowana przez tak.
W wielu wypadkach Ślązak ma do wyboru wyraz rodzimy bądź niemiecki, lub też w jednych regionach dane pojęcie opisywane jest wyrazem rodzimym (niekoniecznie zgodnym z j. polskim), w innym – wyrazem pochodzenia niemieckiego. Zjawisko to ilustruje tabela:
| Śląski, germanizm      | Śląski, rodzimy     | Język niemiecki | Standardowa polszczyzna |
| ---------------------- | ------------------- | --------------- | ----------------------- |
| ółpa                   | starzik, staroszek  | der Opa         | dziadek                 |
| ółma                   | starka              | die Oma         | babcia                  |
| fater                  | ociec, tata, tacik  | der Vater       | ojciec, tata            |
| frelka                 | dziołszka, paniynka | das Fräulein    | panna                   |
| ciga                   | koza, koziczka      | die Ziege       | koza                    |
| sztrachelce (Ruda Śl.) | kołki (Rybnik)      | Streichhölzer   | zapałki                 |
| luft (Śląsk Górny)     | powietrzi (Istebna) | die Luft        | powietrze               |

O wtórnym wpływie niemczyzny świadczy zdolność zdrabniania i nadawania rodzimych końcówek słowom niemieckim, np. kusik (= całus, niem. der Kuss), batki (= kąpielówki, niem. die Badehose), forsztelować sie (= wyobrazić sobie, niem. sich vorstellen).
Prof. Jan Miodek ocenił słownictwo śląskie na ok. 5000 słów i zauważył, że to zbyt mało na odrębny język.

### Argumenty za językiem
Etnolekt śląski zawiera sporą liczbę słów odmiennych od ogólnopolskich (w tym sporo germanizmów), przez co osoba posługująca się standardową polszczyzną może mieć trudności ze zrozumieniem mówionego tekstu śląskiego.
W etnolecie śląskim występują też liczniej niż w standardowej polszczyźnie germanizmy składniowe, np. brat od Richata (=brat Ryszarda, niem. der Bruder von Richard), widza go na placu stoć (=widzę, jak stoi na placu, niem. ich sehe ihn auf dem Platz stehen, ale też czes. vidím ho/jej stát na náměstí), żodyn nie prziszoł (=nikt nie przyszedł, niem. keiner ist gekommen), tyś je, ale gupi (=ależ ty jesteś głupi, niem. du bist aber dumm), jo jóm nie widza (=ja jej nie widzę, niem. ich sehe sie nicht; tu użycie biernika zamiast dopełniacza).
Znaczna liczba różnic i zapożyczeń dotyczy zarówno np. gwary podhalańskiej – uznawanej za gwarę – i kaszubszczyzny – uznawanej często za odrębny język, dlatego kryterium zrozumiałości i liczby zapożyczeń nie jest wystarczające samo w sobie do określenia, co jest językiem, a co dialektem. Można wskazać podobne przykłady: język słowacki jest prawie w pełni zrozumiały dla Czechów, a jego odrębność językowa nie jest podważana, nie tyle z powodu odrębności gramatycznej i fonetycznej, ile ze względu na czynniki polityczno-kulturowe (występowanie oddzielnych standardów językowych i ugruntowanych tradycji literackich).
Według informacji przedstawionej w 2008 roku przez Ministerstwo Spraw Wewnętrznych i Administracji, trwały wówczas prace nad utworzeniem śląskiego standardu literackiego. Do uznania śląszczyzny za język regionalny dąży stowarzyszenie Danga z Ciska, prace zmierzające do skodyfikowania śląskich konwencji ortografii, ustandaryzowania gramatyki oraz leksyki inicjuje i wspomaga stowarzyszenie Pro Loquela Silesiana z Mikołowa.
Ewald Osers w Slavonic Encyclopedia klasyfikował słowiańskie dialekty Śląska jako odrębny język śląski, podobnie jak cytowany przez Normana Daviesa A. Nawrocki. Jako język sklasyfikowała śląszczyznę organizacja SIL International, umieszczając ją w grupie lechickiej języków zachodniosłowiańskich.
Za uznaniem etnolektu śląskiego za język regionalny opowiedzieli się:
- dr Elżbieta Sekuła ze Szkoły Wyższej Psychologii Społecznej, kulturoznawca, socjolog[44],
- dr hab. Tomasz Wicherkiewicz z Uniwersytetu Adama Mickiewicza w Poznaniu[45],
- dr Tomasz Kamusella (wtedy z Trinity College Dublin i Uniwersytetu Opolskiego), socjolingwista[46],
- ks. dr hab. Jerzy Dadaczyński, Uniwersytet Papieski Jana Pawła II w Krakowie, filozof[47],
- prof. dr hab. Jolanta Tambor, Uniwersytet Śląski, lingwista[48].

### Opinia socjolingwistów
Socjolingwiści (np. dr Tomasz Kamusella, Jerzy Molas, Agnieszka Pianka) przyjmują, że o tym, czy dana mowa jest dialektem jakiegoś języka oraz którego języka, czy też odrębnym językiem, mogą decydować kryteria pozajęzykowe: wola użytkowników danej mowy oraz decyzje polityczne, zgodne z tą wolą lub nie.
W ten sposób za odrębne uznaje się czasami języki rumuński i mołdawski, które (po przejściu mołdawskiego z cyrylicy na alfabet łaciński) praktycznie się między sobą nie różnią, podobnie jak literackie formy serbskiego, chorwackiego, bośniackiego i czarnogórskiego (wszystkie oparte na tym samym dialekcie), które różni głównie zapis (w przypadku chorwackiego obowiązuje tylko alfabet łaciński) i różnice w preferencjach leksykalnych. Z drugiej strony kantoński i mandaryński bywają uznawane za dialekty języka chińskiego, chociaż są wzajemnie zupełnie niezrozumiałe. Dialekt dolnoniemiecki jest najbliższy niderlandzkiemu, a jednak zgodnie z wolą części jego użytkowników traktuje się go w Niemczech jako dialekt języka niemieckiego.
Status języka regionalnego może zostać nadany śląskiemu przez władze ustawodawcze Polski lub Republiki Czeskiej, w których granicach zamieszkują użytkownicy narzeczy śląskich.

### Porównanie niemieckiego i lechickich dialektów śląskich (przykłady)
Lechickie dialekty śląskie (ślůnsko godka) i dialekt śląski języka niemieckiego (Schlesisch, Schläsch), mimo że pierwsze są narzeczami słowiańskimi, a drugi należy do grupy germańskiej, wykazują pewne podobieństwo. Tabelka poniżej przedstawia kilka przykładów słów obu dialektów i ich polskie i niemieckie odpowiedniki.
| Dialekt śląski języka niemieckiego (Schläsch) | Słowiański etnolekt śląski (ślůnsko godka) | Język niemiecki                       | Język polski        |
| --------------------------------------------- | ------------------------------------------ | ------------------------------------- | ------------------- |
| Jungaohs                                      | huncwot, rojber                            | Hundsfott (ungezogener Junge), Räuber | łobuz, huncwot      |
| kascheln                                      | klojzdnonć                                 | auf dem Eis ausrutschen               | pośliznąć się       |
| Kastrull                                      | kastrol                                    | (großer) Topf, Kessel                 | sagan               |
| Nudelkulle                                    | nudelkula                                  | Nudelholz                             | wałek do ciasta     |
| Ritsche                                       | ryczka/rycka                               | Fußbank                               | taborecik, podnóżek |
| Stockel                                       | hoker                                      | Hocker                                | taboret             |
| rumurbern                                     | rumplować/sznupać                          | rumwühlen                             | myszkować           |

## Cechy etnolektu

### Samogłoski
1. Samogłoska á pochylone ma (na zachodnim Górnym Śląsku) wymowę dwugłoskową ou̯ lub åu̯. (dyftongizację spotyka się też w dialekcie wielkopolskim)
- np. trou̯wa (trawa)

2. Samogłoski o i ó mają również wymowę dwugłoskową, są wymawiane jako u̯o lub u̯ó, zwłaszcza w nagłosie
- np. ku̯oza (koza), su̯ól (sól), u̯ojciec (ojciec)

3. Samogłoska é ścieśnione wymawia się jako y po spółgłoskach twardych i miękkich (podobnie jest w gwarze podhalańskiej), ale niekiedy jako głoska pośrednia między e a y
- np. brzyg (brzeg), śniyg (śnieg)

4. Ogólnopolskie samogłoska ą (nosowe o) jest wymawiana:

4.1 jako ón, óm, óń przed spółgłoskami (przed szczelinowymi ewentualnie ó nosowe)
- np. rómbać (rąbać), sómsiod (sąsiad), Szlónzek (Śląsk), bałamóńcić (bałamucić)

4.2 jako óm na końcu wyrazu (ewentualnie ó nosowe)
- np. sóm (są), rynkóm (ręką)

5. Ogólnopolska samogłoska nosowa ę jest wymawiana:

5.1 przed spółgłoskami jako ym, yn, yŋ, yń (przed szczelinowymi ewentualnie y nosowe)
- np. gymba (gęba), gynsty (gęsty), tyndy (tędy), keryndy (którędy), ryŋka (ręka), jynzyk (język), piynta (pięta), dziyŋki (dzięki), piyńć (pięć)

W szczególności tego typu wymowa jest charakterystyczna dla zachodniej części Górnego Śląska (Opolskie, Kozielskie, Prudnickie, Strzeleckie)

5.2 na końcu wyrazu jako a lub e bez rezonansu nosowego bądź ym
- np. ida/idym (idę), robia (robię), sie (się), jegłe/jegłym/jegła (igłę)

6. Przed spółgłoskami nosowymi zamiast o (również z a pochylonego) jest ó, a zamiast e – y
- np. wróna (wrona), pón (pan), ziymia (ziemia)

7. Przed ł zamiast i jest y lub ó
- np. piyła (piła), zabiył/zabiół (zabił)

### Spółgłoski i grupy głosek
8. Ogólnopolskie połączenie rzy wymawia się rzi
- np. grziwa (grzywa), rzić (rzyć)

9. Spółgłoska ł, jeżeli kończy śródwyrazową grupę spółgłoskową, bardzo często jest zredukowana
- np. dugi (długi), gowa (głowa), tusty (tłusty), chop (chłop)

10. W grupach kie, gie zanika miękkość i pozostaje ke, ky, ge, gy
- np. kedy (kiedy), bokym (bokiem), duge (długie), Bogym (Bogiem)

### Fleksja

#### Czasowniki
11. Odmiana czasowników
Przy odmianie czasowników występuje słówko żeś, które jest odmieniane w czasie przeszłym i teraźniejszym (tylko dla czasownika być) przez osoby, natomiast nie jest odmieniany w tych czasach przez osoby sam czasownik i występuje on w postaciach jak dla 3. os. l.p. lub l.m. Dla 1. os. l.p. słówko żeś przyjmuje formę żech, dla 2. os. l.p. przyjmuje formę żeś, w 1.os. l.m. słówko żeś nie występuje; zamiast niego pojawia się zaimek osobowy my, a dla 2. os. l.m. słówko żeś przyjmuje formę żeście. Słówko to pochodzi z połączenia partykuły że ze zredukowanymi formami czasownika być i odpowiada nienormatywnym w polszczyźnie ogólnej formom typu ale żem się najadł. Końcówka -ch w 1. os. l.p. pochodzi z aorystu, ale forma nie przypomina jej serbsko-chorwackiego odpowiednika.
11.1. Odmiana czasownika być
| Odmiana przez osoby | Tryb oznajmujący                      | Tryb oznajmujący                              | Tryb oznajmujący            | Tryb rozkazujacy        | Tryb przypuszczający     |
| Odmiana przez osoby | Czas przeszły                         | Czas teraźniejszy                             | Czas przyszły               | Tryb rozkazujacy        | Tryb przypuszczający     |
| Liczba pojedyncza   | Liczba pojedyncza                     | Liczba pojedyncza                             | Liczba pojedyncza           | Liczba pojedyncza       | Liczba pojedyncza        |
| ------------------- | ------------------------------------- | --------------------------------------------- | --------------------------- | ----------------------- | ------------------------ |
| 1. os. l.p.         | jo żech bół (lub byłech albo byłżech) | jest żech, jeżech, jestech (lub jo żech jest) | byda, bydym                 | niech byda, niech bydym | bych bół                 |
| 2. os. l.p.         | ty (ti) żeś bół (lub byłżeś, bółżeś)  | ty (ti) żeś jest (lub jestżeś, jeżeś, je)     | bydziesz, bajesz, bandziesz | bydź                    | byś bół                  |
| 3. os. l.p.         | był, była, było (lub bół, bóła, bóło) | jest (lub je)                                 | bydzie, baje                | niech bydzie            | by bół, by bóła, by bóło |
| Liczba mnoga        |                                       |                                               |                             |                         |                          |
| 1. os. l.mn.        | my byli                               | my sóm                                        | bydymy                      | bydźmy                  | my by byli               |
| 2. os. l.mn.        | wyście byli (lub żeście byli)         | wyście sóm (lub wy żeście sóm)                | bydziecie                   | bydźcie                 | byście byli              |
| 3. os. l.mn.        | byli (lub bóły), były                 | sóm                                           | bydom (lub bydóm)           | niech bydóm             | by byli, by bóły         |

11.2. Forma 1. os. l.p. czasu teraźniejszego z końcówką -ę odmieniana jest z końcówką -a (nie występująca w ogóle na Śląsku Cieszyńskim, gdzie występuje forma -ym)
- np. siedza, siedzym (siedzę), biera, bierym (biorę)

11.3. Forma 1. os. l.p. czasu teraźniejszego z końcówką -am odmieniana jest z końcówką -om
- np. łykom (łykam), zwracom (zwracam)

11.4. Forma 1. os. l.mn. czasu teraźniejszego ma taki temat jak 1. os. l.p.
- np. biera (biorę) – bierymy (bierzemy), moga (mogę) – mogymy (możemy)

11.5. Forma 1. os. l.p. czasu przeszłego z końcówką -em, -am odmieniana jest z końcówką -ech, -ach (podobnie jak w dialekcie małopolskim (czasem -ek, ak))
- np. klachałach (plotkowałam), widziołech (widziałem)

11.6. W formie 1. os. l.mn. czasu przeszłego zaimek my spełnia funkcję określenia osoby
- np. my kurzyli (paliliśmy [papierosa, fajkę]), my szli (szliśmy)

11.7. Forma 1. os. l.p. czasu przyszłego z końcówką -ę w j. polskim odmieniana jest z końcówką -a lub -ym
- np. będę – byda (bydym), zobaczę – łoboca (łobejrza), pójdę – pójda (pójdym)

#### Przymiotniki
12. Odmiana przymiotników
12.1. W przymiotnikach rodz. żeńskiego w mianowniku l.p. ostatnią zgłoskę a wymawia się jako o (wynik pochylenia a)
- np. gryfno (ładna), ekniynto (przekrzywiona), dekniynto (przykryta)

#### Rzeczowniki
13. Odmiana rzeczowników
13.1. W rzeczownikach rodz. żeńskiego obcego pochodzenia w mianowniku l.p. końcówki -ia, -ja wymawiane są -ija, yja (jak w staropolskim i większości innych języków słowiańskich)
- np. wilijo (wigilija), procesyjo (procesja), kómedyjo (sytuacja komiczna, komedia)

13.2 W rzeczownikach miękkotematowych rodz. żeńskiego w dopełniaczu, celowniku i miejscowniku l.p. końcówki -i często zastępowane są przez końcówkę -e (jak w języku polskim w okresie staropolskim (-ej) i np. w gwarach małopolskich)
- np. grace (gracy), jakle (żakietu), (do, ku, na) ziymie (ziemi)

13.3 W rzeczownikach rodz. męskiego w mianowniku l.mn. często występuje zanik formy męskoosobowej
- np. chopy (chłopi), dochtory (doktorzy)

13.4 W rzeczownikach wszystkich rodzajów w narzędniku l.mn. końcówka -ami zastępowana jest czasami przez końcówkę -oma (głównie w północnej i zachodniej części na Górnego Śląska – ślad liczby podwójnej – ogólnopolskie rękoma obok rękami)
- np. bajtloma (dziećmi), nudloma (makaronami), nogóma (nogami), wiadróma (wiadrami)

Odmiana rzeczowników przez przypadki na przykładzie wyrazu bratruła (piekarnik), spotykanego w innych dialektach polskich między innymi jako bratrula i bratrura
| Przypadek         | Odmiana w etnolekcie śląskim | Odmiana według zasad standardowej polszczyzny |
| Liczba pojedyncza | Liczba pojedyncza            | Liczba pojedyncza                             |
| ----------------- | ---------------------------- | --------------------------------------------- |
| 1. Mianownik      | Bratruła (bratrůa)           | Bratruła/Bratrula                             |
| 2. Dopełniacz     | Bratrule                     | Bratruły/Bratruli                             |
| 3. Celownik       | Bratruli                     | Bratrule/Bratruli                             |
| 4. Biernik        | Bratruła (bratrůa)           | Bratrułę/Bratrulę                             |
| 5. Narzędnik      | Bratrułóm (bratrůom)         | Bratrułą/Bratrulą                             |
| 6. Miejscownik    | Bratrule                     | Bratrule/Bratruli                             |
| 7. Wołacz         | Bratruła! (bratrůa!)         | Bratruło!/Bratrulo!                           |
| Liczba mnoga      |                              |                                               |
| 1. Mianownik      | Bratrule                     | Bratruły/Bratrule                             |
| 2. Dopełniacz     | Bratruli                     | Bratruł/Bratrul(i)                            |
| 3. Celownik       | Bratrulóm                    | Bratrułom/Bratrulom                           |
| 4. Biernik        | Bratrule                     | Bratruły/Bratrule                             |
| 5. Narzędnik      | Bratrulami                   | Bratrułami/Bratrulami                         |
| 6. Miejscownik    | Bratrulach                   | Bratrułach/Bratrulach                         |
| 7. Wołacz         | Bratrule!                    | Bratruły!/Bratrule!                           |

Niekiedy mylnie uważa się, że w mowie śląskiej nie istnieje biernik, opierając się na przykładach typu: widza Ana (widzę Annę; Ana: biernik równy mianownikowi), widza bratruła (widzę piekarnik; bratruła: biernik równy mianownikowi).
Jest to pogląd błędny, gdyż w rodzaju męskim biernik ma formę różną od mianownika: widza kónia, widza synka. Interesujące są tu konstrukcje dla rzeczowników męskich kończących się na -a np. widza kolegi i widza woźnicy.
W rodzaju żeńskim zaś końcówka -a jest taka sama jak w mianowniku jedynie w środkowej części Śląska. Na północy w bierniku wymawia się nosowe a: widzã Anã, natomiast w Cieszyńskiem – e lub -ym: widze Hanke (Wisła), widżim Hankym (Istebna).

## Fałszywe skojarzenia
W etnolekcie śląskim można znaleźć wyrazy, które przypominają słowa w standardowej polszczyźnie, choć zupełnie różnią się znaczeniem. Do zapisu śląskich słów przyjęto polską ortografię. Przykłady:
| Śląski     | Nie oznacza          | Oznacza                       |
| ---------- | -------------------- | ----------------------------- |
| bez        | bez (brak)           | przez                         |
| srogi      | srogi, restrykcyjny  | wielki, ogromny               |
| spodnioki  | spodnie              | kalesony                      |
| rzadny     | żaden                | ohydny, brzydki               |
| synek      | syn                  | chłopiec                      |
| koło       | koło                 | rower                         |
| gruba      | gruba                | kopalnia                      |
| sam        | sam                  | tu, tutaj                     |
| rzykać     | rzygać               | modlić się                    |
| kuc(k)ać   | kucać                | kaszleć                       |
| kara       | kara                 | taczka                        |
| kelnia     | kielnia              | chochla                       |
| kiszka     | jelito, kaszanka     | zsiadłe mleko                 |
| klara      | Klara                | słońce                        |
| gorol      | góral                | osoba spoza Śląska            |
| cera       | cera                 | córka                         |
| podany na  | podany na            | podobny do                    |
| przez      | przez                | ponad, więcej niż             |
| zouza      | zołza, zła kobieta   | sos                           |
| fara       | fara, główny kościół | probostwo                     |
| rewjyr     | rewir, rejon         | zwolnienie lekarskie          |
| ćima       | ćma                  | ciemność                      |
| topić      | topić                | palić w piecu                 |
| starać się | starać się           | martwić się                   |
| szterować  | sterować             | przeszkadzać                  |
| prawie     | prawie               | właśnie, akurat, w tej chwili |

## Zróżnicowanie regionalne

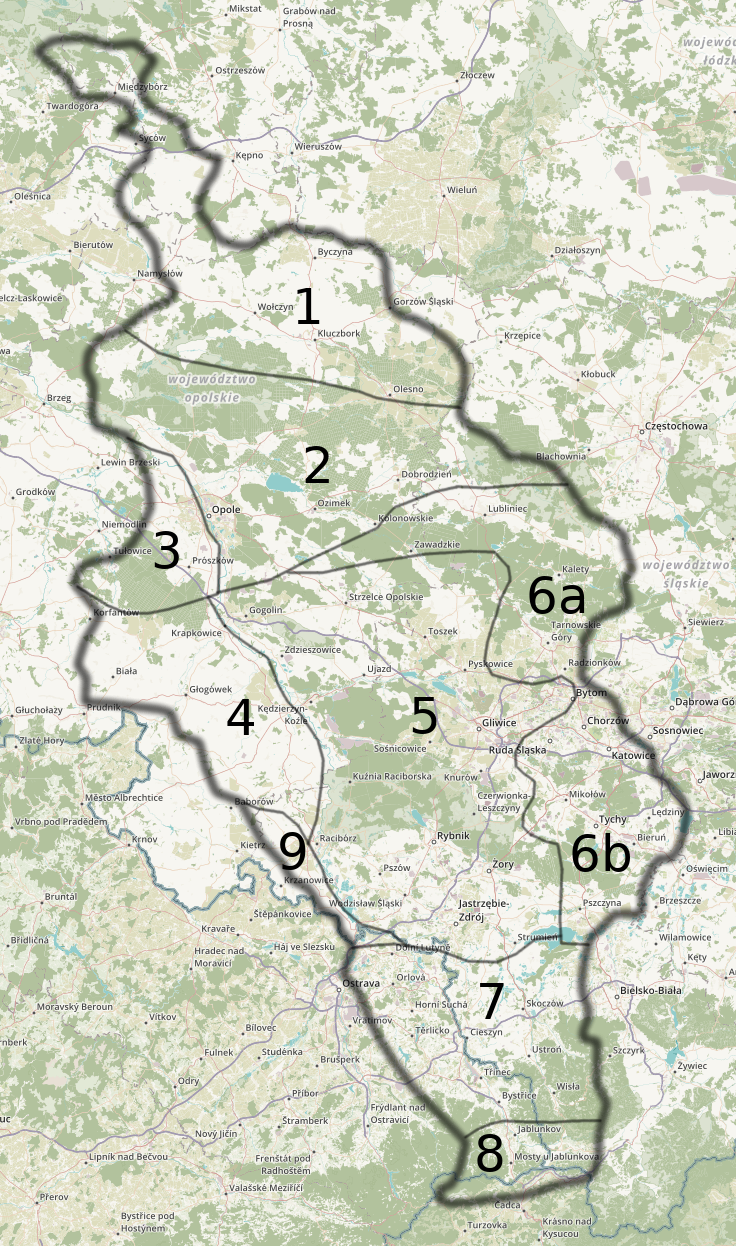
Gwary śląskie według Alfreda Zaręby:
1 – kluczborski
2 – opolski
3 – niemodliński
4 – prudnicki
5 – gliwicki centralny
6a – pogranicza gliwicko-opolskiego
6b – pogranicza śląsko-małopolskiego
7 – cieszyński
8 – jabłonkowski

Etnolekt śląski nie jest jednolity i na różnych obszarach kulturowo-historycznych spotkać można zarówno różne znaczenia tych samych słów, jak i ich różną wymowę. Nie wszystkie więc cechy śląszczyzny opisane występują na wszystkich jego obszarach. Często jednak występują m.in. labializacja, mazurzenie i jabłonkowanie. Poszczególne gwary ulegają ciągłym zmianom. Przykładowo gwara pszczyńska była historycznie dużo bliższa gwarze cieszyńskiej niż obecnie. Wielu lingwistów kwalifikuje obecnie gwary cieszyńskie po obu stronach granicy polsko-czeskiej jako wyraźnie oddzielne, na co wpływ miał podział Śląska Cieszyńskiego w 1920 roku.
Mowa śląska sięga na zachód po linię Syców–Prudnik, granicą południowo-zachodnią jest w przybliżeniu linia Prudnik–Czadca, granica wschodnia przebiega w okolicach Lublińca, Tarnowskich Gór, Katowic, Bielska, a granicę północno-wschodnią tworzy linia Syców–Lubliniec. Górny Śląsk pod względem językowym dzieli się na południowy i północny (czasem wyróżnia się także środkowy). Inny spotykany podział językowy to podział na: Śląsk Cieszyński, Górny i Opolski.
Do lat 80. XX wieku część polskich lingwistów do dialektu śląskiego zaliczała gwary laskie. Od lat 30. XX wieku istnieje śląski mikrojęzyk literacki – laski, ustandaryzowany przez frydeckiego pisarza Erwina Goja, znanego jako Óndra Łysohorsky, jednak został oparty na bazie pogranicznej śląsko-morawskiej gwary górno-ostrawskiej, nie jest więc dla zespołu dialektów śląskich reprezentatywny. Wcześniejsze próby standaryzacji literackiej śląszczyzny, podejmowane kilkakrotnie w XIX w. m.in. przez Antoniego Stabika, zakończyły się niepowodzeniem.

### Górny Śląsk
Górny Śląsk można też podzielić na część północną, gdzie występuje „mazurzenie” i część południową, gdzie ta cecha nie występuje. Granicą jest linia biegnąca od zachodu przez: Kąty Opolskie, Tarnów Opolski, Krośnicę, Staniszcze, Kolonowskie, Zawadzkie, wzdłuż Małej Panwi i na południe w rejon Tarnowskich Gór, na zachód od Katowic i na wschód od Pszczyny.
Według językoznawcy prof. Alfreda Zaręby (autora Atlasu językowego Śląska) na Górnym Śląsku można wyodrębnić m.in. następujące dialekty:
- dialekty centralne (5) obejmujące Pyskowice, Rybnik, Mikołów;
- dialekty pogranicza śląsko-małopolskiego (6b) obejmujące Katowice, Mysłowice, Tychy, powiat pszczyński (dawne księstwo pszczyńskie bez okolic Mikołowa);
- dialekty pogranicza gliwicko-opolskiego (6a) obejmujące powiat gliwicki, tarnogórski i lubliniecki;
- dialekty pogranicza śląsko-laskiego (9) obejmujące m.in. miejscowości Rudyszwałd, Krzyżanowice, Bojanów, Wojnowice, Cyprzanów, Lekartów)[56] (odrębne od ścisłych gwar laskich w okolicach Pietrowic Wielkich, Krzanowic w południowo-zachodniej części powiatu raciborskiego);
- dialekty północne (1) obejmujące powiat raciborski na zachód od Odry;
- dialekt Kobylorzy (4) obejmujący teren Strzelec Opolskich, Kamienia Śląskiego i Kotlarni;
- dialekt niemodliński (3) na wschód od Niemodlina (bez rejonu miasta);
- dialekt sycowski na wschód od Sycowa (bez samego miasta);
- gwary Krysioków (2) w okolicach Opola.

Obecnie obszar dialekt sycowskiego uległ znaczącemu skurczeniu. Do zaniku gwar między Sycowem a Kluczborkiem przyczyniły się wyjazdy do Niemiec ludności ewangelickiej w dużo większym stopniu niż katolickiej.

### Śląsk Cieszyński[d]
Na kształtowanie się gwary cieszyńskiej miało wpływ oddzielenie granicą państwową od reszty Śląska po I wojnie śląskiej (1742), kiedy to Królestwo Prus odebrało Habsburgom większą część Śląska. Wpłynęło to również na wyraźnie mniejszy wpływ języka niemieckiego na gwary cieszyńskie, jako że napór germanizacyjny w drugiej połowie XVIII wieku był w Monarchii Habsburskiej dużo słabszy. Przykładowo w tym samym czasie na Śląsku Cieszyńskim w szkołach ludowych obowiązywały podręczniki morawskie, co w przeciwieństwie do pruskiego Śląska wzmocniło znaczenie języka czeskiego. W związku z kolonizacją wołoską występuje również w obszarach górskich słownictwo wołoskie (gielata, putyra; nazwy własne: Magura, Kiczora), w mniejszym stopniu słowackie, co nie występuje na innych obszarach Śląska. Cieszyńskie wyróżnia się wąską wymową samogłoski ę w każdej pozycji, brakiem mazurzenia czy charakterystyczną fleksją -ym (np. winszujym, niesym), jednak nie wszędzie (np. w Wiśle występuje fleksja -e).
Na Śląsku Cieszyńskim określenie po naszymu (pl. po naszemu) odnosi się zazwyczaj do cieszyńskiej odmiany gwary śląskiej, co jest spowodowane nie tylko zróżnicowaną mową, ale i kilkusetletnim odgałęzieniem kulturowym od reszty Górnego Śląska, nadal trwającym na tzw. Zaolziu, gdzie problematyka debaty o śląszczyznie w Polsce pozostaje w dużej mierze nieznana. Ma to również wpływ na mniejsze zainteresowanie na Śląsku Cieszyńskim debatą o zmianie statusu, kodyfikacją, w tym nowymi alfabetami, śląszczyzny, opracowywanymi przeważnie przez Górnoślązaków.
Na południowym wschodzie Śląska Cieszyńskiego występuje także gwara jabłonkowska (z podobnym do mazurzenia jabłonkowaniem) występująca w tzw. Trójwsi beskidzkiej, tj. w Istebnej, Koniakowie i Jaworzynce. Zachowane w niej zostało do dziś panujące w okresie staropolskim języka polskiego „rz” frykatywne. Charakterystyczne jest też wypowiadanie się o małych dziewczynkach w rodzaju nijakim: Ofijka poszło do szkoły, lub nawet same dziewczynki mówią tak o sobie: jo stukło zdrzadło.

### Dolny Śląsk
Pierwotną granicą zachodnią występowania dialektu śląskiego była linia rzeki Bóbr, gdzie graniczył on z dialektami Serbów Łużyckich, na północy region obecnej Zielonej Góry, na południu Sudety, gdzie graniczył z dialektami czeskimi. Wielowiekowa germanizacja spowodowała cofanie się zasięgu występowania tego dialektu do stanu obecnego, który zakreśla linia Syców-Prudnik. Potwierdza to przekaz zawarty w słowniku opracowanym w 1603 roku przez słoweńskiego uczonego Hieronymusa Megisera (1554–1619). Autor przekazał w nim gwarę ówczesnych mieszkańców okolic Krosna Odrzańskiego. Jest to gwara zachodniopolska, nieznająca nosówek pozostająca pod silnym wpływem języka górnołużyckiego, zawierająca cechy dialektów śląskich i wielkopolskich.
Z kolei zachowane zabytki języka serbołużyckiego, którym mówiono wtedy pomiędzy Bobrem a Nysą Łużycką (np. w okolicach Żar), dokumentują silne wpływy dialektów śląskiego na południu i wielkopolskiego na północy oraz obu w pasie pośrednim.
Po dawnym dialekcie dolnośląskim zachowały się reliktowe gwary Chwalimia koło Wolsztyna (Zielonogórskie) oraz tzw. gwara Chazaków Rawickich obejmująca dwie wsie koło Leszna (Brenno i Wijewo) oraz około 22 wsi koło Rawicza. Gwary te przetrwały dzięki osiedleniu w przeszłości ludności śląskiego pochodzenia na pograniczu wielkopolsko-śląskim. Obecnie znajdują się w stadium zanikania.
Jeśli chodzi o dolnośląskie gwary okolic Wrocławia to przetrwały one do XIX stulecia, kiedy to Jerzy Samuel Bandtkie, polski uczony działający w latach 1798–1811 we Wrocławiu, a następnie opiekujący się biblioteką Uniwersytetu Jagiellońskiego podjął starania o stworzenie ich słownika. Bandtkie w swoich pracach nad gwarami podwrocławskiej wsi dowiódł, że przynależą one do języka polskiego. Polski gospodarz z okolic Oławy Baltazar Działas (1787–1870) namówiony przez Bandtkiego stworzył tzw. Słownik Oławski. Dzięki temu słownikowi wiemy, że gwara dolnośląska była mazurząca.
„Śląski Polak mówi (...) – cz jak zwykłe -c, – sz jak – s, – ź i – ż jak czyste – z, – ą i – ę na końcu wyrazu jest czytane tak samo jak w środku (...) – ł nie jest zupełnie słyszalne, np. człowiek – cowiek, łaska – uaska, członek -conek, chwała – chwoa.”
Tak wyglądało to w zdaniach:
Przy wsyskim, co cynią, rozmyślay, co za koniec ta rzec weznie.
Kto chce mądrym być, musi się pilnie ucyć.
Maó i módy cowiek zwie się dziecie.
Módy gburski karlus (młody kmiecy chłopak).
Suchey rodziców i naucicielów, bo oni są twoią piersą zwierzchnością.
Podwrocławscy chłopi mówili też: wiecorzo (wieczerza), swacyna (podwieczorek), bacę (patrzę, uważam), biegas (włóczęga), zebrok (żebrak), iś (iść), chromotam (kuleję), cielemecki (głupek), zodziey (złodziej), ciepać (rzucać), sporny (uparty), desc (deszcz), dypidzban (pijak), cholibuta (chwalipięta, samochwał), sceście (szczęście), kobua (kobyła), haytuś (spacer), gody (Boże Narodzenie), copka (czapka), kornykiel (królik), chaupa (dom), smad (swąd), awisarz (gazeciarz, pisarz gazetowy), gorzouka (wódka), na przek (na ukos), kacmorz (karczmarz).

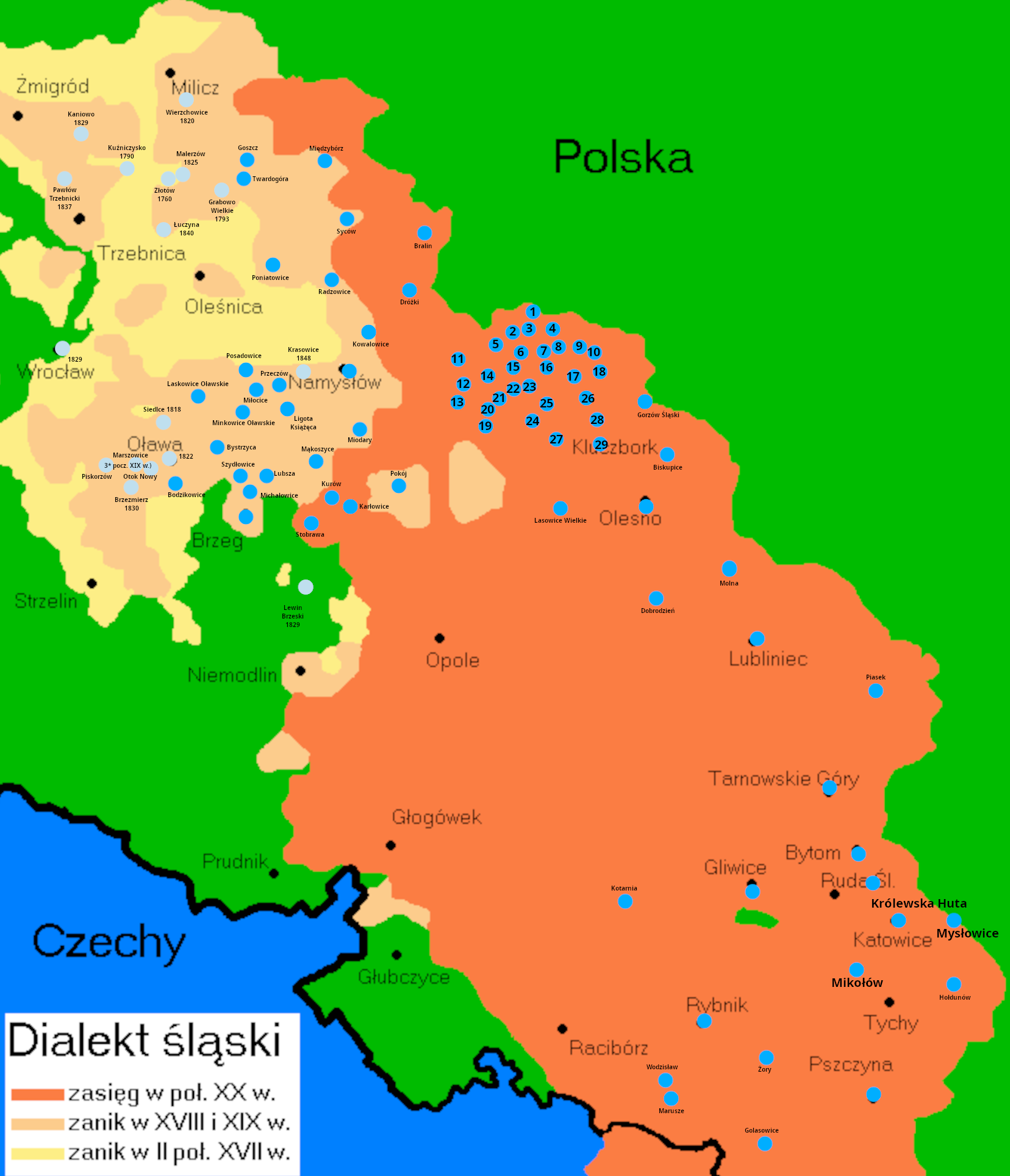
Dwujęzyczne zbory ewangelickie na Śląsku w 1867 (kolor niebieski) oraz parafie, w których zaprzestano pełnić nabożeństw w języku polskim (jasnoniebieski)

Około roku 1826 stosunki etniczne pod Wrocławiem przedstawiały się następująco: W Laskowicach na 71 gospodarstw polskich przypadało 11 niemieckich, w Nowym Dworze na 38 polskich przypadały 4 niemieckie, a w Piekarach (na Dolnym Śląsku) na 40 polskich – 4 niemieckie, w Dębinie na 42 gospodarstwa polskie – 7 niemieckich, w Chwałowicach na 36 polskich – 4 niemieckie, w Dziuplinie Dużej na 45 polskich – 2 niemieckie, w Dziuplinie Małej na 11 polskich – 1 niemieckie, w Jelczu na 32 polskie – 5 niemieckich, w Ratowicach na 58 polskich – 7 niemieckich, w Wojnowicach na 18 polskich – 1 niemieckie. Po polsku mówiono także w Kamieńcu Wrocławskim na samym przedmieściu Wrocławia oraz w Kątach Wrocławskich i Gniechowicach.
Gwara dolnośląska w powiatach wrocławskim i oławskim (okolice Oławy, Jelcza-Laskowic, Piekar, Ratowic, Miłoszyc) przetrwała do lat 1866–1888, ulegając następnie całkowitej germanizacji. Około roku 1900 jedynymi enklawami, gdzie 25–50% ludności posługiwało się językiem polskim, były okolice Kątów Wrocławskich i Gniechowic. Do XX wieku zachowały się jedynie gwary dolnośląskie powiatu brzeskiego w Lubszy, Karłowicach, Kurzniach, Kuźnicy Katowskiej i Starych Kolniach. Po drugiej wojnie uległy one jednak stopniowemu zanikowi na skutek emigracji części mieszkańców i asymilacji pozostałych.
Inną enklawą utrzymywania się tej gwary były okolice Namysłowa, Sycowa oraz Międzyborza. Na obszarze tym polsko-śląski język pisany doszedł do wyrafinowanego poziomu już w XVII stuleciu, a to w znacznej mierze za sprawą chwilowego połączenia księstwa opolsko-raciborskiego z Koroną Polską przez Władysława IV Wazę (1646–1666). Uchroniło to ludność księstwa przed zniszczeniami schyłkowej fazy wojny trzydziestoletniej i umożliwiło rozwój kultury literackiej. W protestanckich gimnazjach w Byczynie, Wołczynie oraz Brzegu tworzyli tacy śląscy pisarze i poeci jak Jerzy Bock oraz Adam Gdacjusz. W XIX stuleciu dzięki wybitnym pastorom takim jak Robert Fiedler oraz Jerzy Badura (1845–1909) dialekt dolnośląski przetrwał w rejonie Sycowa i Międzyborza znacznie dłużej niż pod Wrocławiem. Z okolic Międzyborza pochodzi spisana około 1864 roku pieśń ludowa w gwarze Dolnego Śląska, która stała się obecnie hymnem Wrocławia. Robert Fiedler (1810–1877) napisał w języku niemieckim pracę o polskich gwarach tamtych rejonów (1843), która podobnie jak opracowania Bandtkiego i Słownik Oławski pozwala nam wejrzeć w ów wymarły już dialekt.
W latach 1845–1850 dzięki działalności Fiedlera nastąpił swoisty renesans dolnośląskiej polszczyzny na Śląsku Średnim, jednak ok. 1886 władze II Rzeszy Niemieckiej rozpoczęły wielką akcję germanizacyjną rozpoczynając od germanizowania polskich nazw miejscowych. Nabożeństwa polskie zostały ostatecznie zabronione przez władze niemieckie dopiero w 1919 roku. Warto odnotować, że sam proces germanizacji napotykał na silny opór miejscowej ludności, co szczególnie zaznaczyło się na wsi podwrocławskiej w latach 1824–1826, kiedy ludność ta pod wodzą chłopa Jerzego Treski przeciwstawiła się germanizacyjnej polityce państwa pruskiego realizowanej przez Kościół luterański. Innym przykładem podobnych zajść była wieś Miodary w okolicach Namysłowa, w której opór ludności przeciw wynaradawiającym rozporządzeniom władz złamało wojsko pruskie (1834).
Należy pamiętać, że wymarły dialekt dolnośląski to język, którym posługiwali się Henryk I Brodaty, Henryk II Pobożny, Henryk IV Prawy, Henryk III głogowski, Bolko I Surowy świdnicki, Bolko II Mały oraz Jadwiga Śląska. Niektóre ze źródeł historycznych przypisują nawet różnicom dialektologicznym pomiędzy rycerstwem śląskim a małopolskim przyczynę klęski pod Legnicą w roku 1241.
Ponieważ Dolny Śląsk był w XIII stuleciu centrum polskich dążeń zjednoczeniowych, dialekt dolnośląski miał szansę stać się językiem wiodącym spośród innych dialektów polskich i stać się dialektem podstawowym polskiego języka literackiego. Z powodu załamania się planów i hegemonii książąt wrocławskich tak się jednak nie stało.
Z braku źródeł i przekazów pisanych nie potrafimy odtworzyć śląskich gwar słowiańskich, którymi posługiwali się górale sudeccy oraz karkonoscy. Gwary te musiały zaniknąć stosunkowo wcześnie najpóźniej do początków XVII stulecia. Znane są jedynie niektóre elementy ich folkloru jak np. Liczyrzepa-Karkonosz.
Na podstawie przekazów źródłowych możemy częściowo odtworzyć proces cofania się dialektu śląskiego w wyniku germanizacji w ciągu wieków. W przededniu wojny trzydziestoletniej (1618) granica dialektu przebiegała od granicy wielkopolsko-śląskiej do Odry w okolicach Głogowa. Następnie przebiegała wzdłuż linii Odry przekraczając ją nieznacznie w okolicach Legnicy. Na południe od Wrocławia przekraczał Odrę rozległy klin ludności mówiącej gwarą śląską sięgający po Strzelin i dalej na południe aż po Ząbkowice. Dalej granica dialektu przebiegała wzdłuż linii Odry aż do ujścia Nysy Kłodzkiej. Na południu granicę stanowiła właśnie Nysa Kłodzka. W tym samym czasie źródła potwierdzają istnienie w rejonie Krosna Odrzańskiego wyspy ludności posługującej się gwarą śląską. W wyniku wojny trzydziestoletniej (1618–1648) Ślązaków mówiących gwarą przodków spotkały dotkliwe ciosy.
Na Górnym Śląsku zniszczona została liczna jeszcze warstwa szlachty posługującej się gwarą śląską lub polskojęzycznej. Na Śląsku Dolnym śląską (mówiącą polskim dialektem śląskim) ludność protestancką spotkały prześladowania kontrreformacyjne Habsburgów. Warto zauważyć, że źródła niemieckie z roku 1641 mówią o osobnym cechu polskim w Kątach Wrocławskich, natomiast pod datą 1689 znajduje się wzmianka, że lud pomiędzy Kątami Wrocławskimi a Oławą mówi przeważnie po polsku. W przededniu podboju Śląska przez Prusy (1741) zwarta linia dialektu śląskiego sięgała na prawym brzegu Odry po Milicz i Trzebnicę. Na lewym brzegu Odry sięgała po Strzelin. Następnie biegła wzdłuż linii Odry, przekraczając ją na południu w rejonie Raciborza sięgając aż do Głubczyc.
Postęp procesu germanizacyjnego był najbardziej widoczny w okolicach Wrocławia. W okresie od XVII do połowy XVIII wieku mówiono po polsku w 50 wsiach położonych w najbliższym sąsiedztwie miasta, co jest udokumentowane dzięki wizytacjom duszpasterskim w tamtejszych parafiach. Na przełomie XVIII i XIX wieku liczba takich polskojęzycznych wsi spadła do kilku. W pierwszych dziesięcioleciach XIX stulecia zanikły na Dolnym Śląsku całe wyspy mowy polskiej. Był to efekt wykorzystania do polityki germanizacyjnej kościoła luterańskiego, którego głową był król Prus. Doktryna absolutnego posłuszeństwa wobec władz zwierzchnich występująca w luteranizmie zmusiła pastorów do podporządkowania się germanizacyjnej polityce królewskiej i usuwania języka polskiego z nabożeństw. Natomiast wierni kościoła musieli w imię zasady posłuszeństwa zastosować się do poleceń duchownych nakazujących zamianę będącego w użyciu języka polskiego na niemiecki. Około roku 1885 po ponad stuleciu germanizacyjnej polityki pruskiej zasięg śląskiego dialektu przybrał obecną postać.
Pieśń We Wrocławiu na rynecku zapisał w okolicy Międzyborza niejaki Bock i opublikował ją w 1864 w kalendarzu dla prowincji poznańskiej. Warto zauważyć, że gwara z tej pieśni (gwara okolic Międzyborza i Sycowa) różniła się od gwary podwrocławskiej (okolice Wrocławia, Oławy, Jelcza i Laskowic) opisanej przez Bandtkiego i Działasa. Obrazuje to, jak zróżnicowany był dialekt (czy też dialekty) Dolnego Śląska.

### Inne klasyfikacje śląszczyzny
Kazimierz Nitsch podzielił gwary śląskie na trzy grupy, wydzielając trzy grupy:
- południową – gwary jabłonkowskie, cieszyńskie, rybnickie, laskie, gwary pogranicza czeskiego,
- środkową, a w niej wyróżniono:
  - prudnickie, inaczej głogówieckie lub gwary Goloków,
  - kozielskie, inaczej gwary Bajoków,
  - strzeleckie, inaczej gwary Kobylorzy,
  - gwary gliwickie, pogranicza śląsko-małopolskiego,
- północną, a do nich zaliczono:
  - opolskie, inaczej gwary Krysioków,
  - brzeskie,
  - sycowskie.

Dodatkowo nazwy: Goloki, Bajoki, Kobylorze, Krysioki są nazwami oznaczającymi grupy rdzennej ludności z okolic: Głogówka, Kędzierzyna-Koźla, Strzelec Opolskich i Opola.

## Zapis

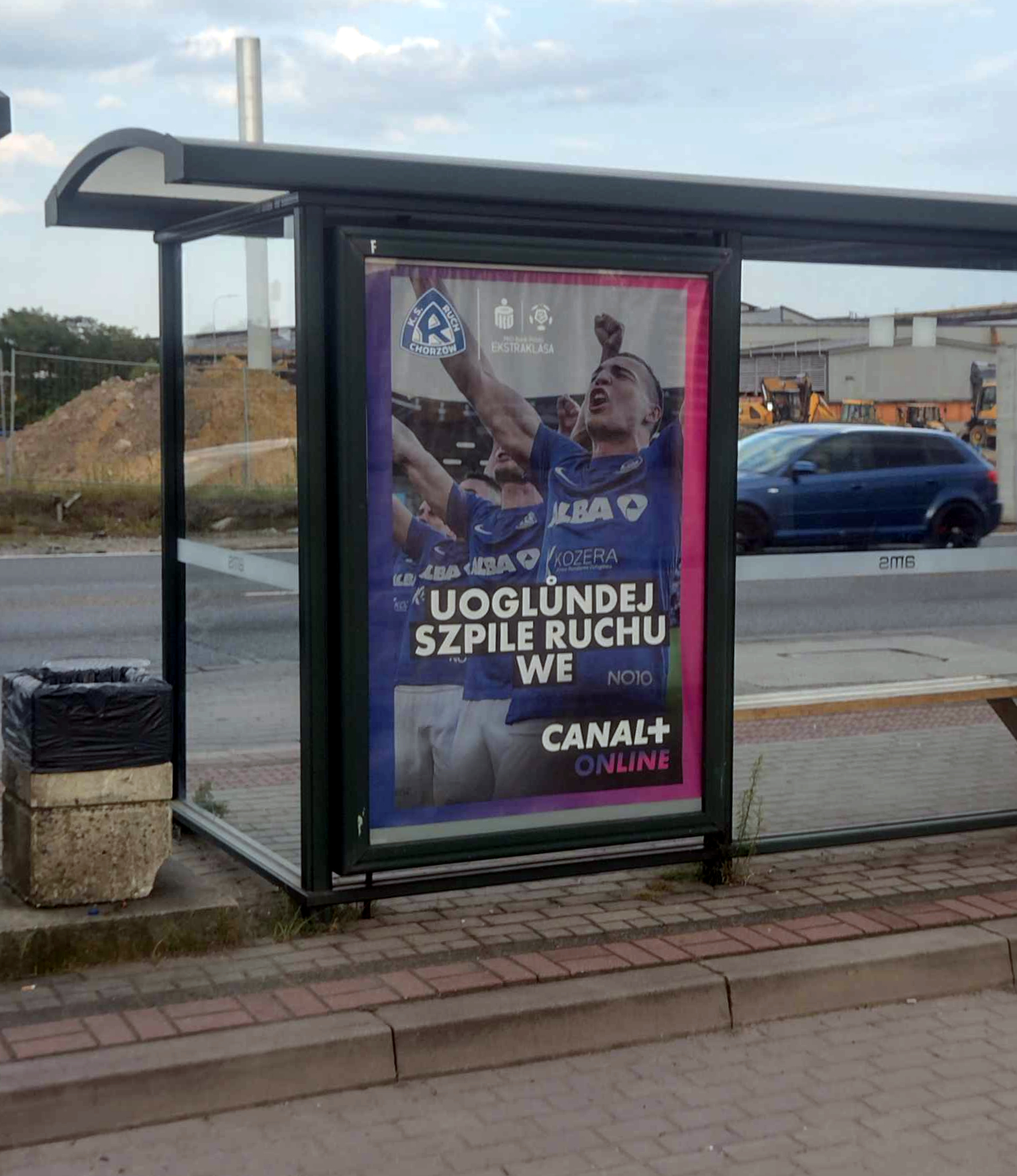
Reklama po śląsku w alfabecie Steuera

Etnolekt śląski nie posiada ustalonego alfabetu i ortografii, przez co można spotkać się z wieloma zapisami, niekiedy improwizowanymi.
Do zapisu tekstów śląskich istnieje alfabet śląski Steuera (śl. Steuerowy szrajbůnek), który został początkowo użyty do zapisu śląskojęzycznej Wikipedii i do artykułu napisanego „po śląsku” w Gazecie Wyborczej. Tego zapisu używa także w swojej twórczości Karol Gwóźdź.
Alfabet ten ma 30 znaków: A, B, C, Ć, D, E, F, G, H, I, J, K, L, Ł, M, N, Ń, O, P, R, S, Ś, T, U, Ů, W, Y, Z, Ź, Ż oraz osiem dwuznaków: AU, CH, CZ, DZ, DŹ, DŻ, RZ, SZ.
Pojawia się też poza internetem – por. niebiesko-żółty transparent „Ruch Autonomii Śląska / Gůrny Ślůnsk – Mysłowice”.
Teksty śląskie są zapisywane też w alfabecie polskim, w którym jednak niemożliwy jest zapis i wymowa wszystkich głosek śląskich.
Nowym stosowanym alfabetem jest tzw. ślabikŏrzowy szrajbōnek powstały na potrzeby publikacji Pro Loquela Silesiana w celu oddania różnic między poszczególnymi gwarami śląskimi, składający się z 33 liter: A, Ã, B, C, Ć, D, E, F, G, H, I, J, K, L, Ł, M, Ń, O, Ŏ, Ō, Ô, Õ, P, R, S, Ś, T, U, W, Y, Z, Ź, Ż. Jednak nawet temu alfabetowi, który z założenia miał scalić gwary śląskie, zarzuca się przesadne odejście od morfologii języka i liczne niekonsekwencje. Robert Hellfeier, regionalista i znawca języka śląskiego z północnej części historycznego powiatu prudnickiego, sugeruje, aby dla odróżnienia śląskiego z okolic Chrzelic wprowadzić do alfabetu nową literę – dyftong Ĕ. Jego zdaniem tylko w taki sposób da się jednoznacznie uchwycić w tekstach pisanych dwugłoskę eu, która jest charakterystyczna dla tej części Śląska.

### Przykłady zapisów

#### Ślabikŏrzowy szrajbōnek
Opowieść wigilijna Charlesa Dickensa w tłumaczeniu Grzegorza Kulika (2017, ślabikŏrzowy szrajbōnek):
| Śląski oryginał | Dosłowne polskie tłumaczenie |
| --- | --- |
| Hned, ale wieże zawołały wszyjskich dobrych ludzi do kościoła i ôni zarŏz skŏkali bez ulice we nojlepszych ancugach i klajdach, i ze swojimi nojszczyńszliwszymi gymbami. Ôrŏz niyporachowane dziesiōntki ludzi wysuły sie ze ajnfartōw ze swojimi wieczerzami, co je nieśli do piekŏrzy. Mŏra wyglōndała zaciekawiōnŏ tymi ludźmi, bo stoła ze Scrooge’ym we dźwiyrzach i ôdkrywała jejich koszyki, i posuwała wieczerze kadzŏkym ze swojij fakle. A to była niyōbyczajnŏ zorta fakle, pōniywŏż rŏz abo dwa, kej szło słyszeć słowa pogorszyniŏ miyndzy tymi, co sie strzaśli, mŏra posuła im kadzidłym gowy i im dobrŏ launa zarŏz wrŏcała, bo hned gŏdali, co żŏl wadzić sie we Gody. Mieli recht! Jŏ wōm gŏdōm, mieli recht. | Zaraz jednak wieże zwołały wszystkich dobrych ludzi do kościoła i oni od razu skakali przez ulice w najlepszych garniturach i sukniach, z przeszczęśliwymi minami. Zrazu niezliczone dziesiątki ludzi wysypały się z bram ze swoimi wieczerzami, które nieśli do piekarzy. Duch wyglądał na zaciekawionego tymi ludzi, bo stał ze Scroogem w drzwiach i odsłaniał ich koszyki, i oświetlał wieczerze palnikiem swojej pochodni. A to nie była zwyczajna pochodnia, ponieważ raz czy dwa, gdy można było usłyszeć słowa oburzenia między tymi, którzy na siebie wpadli, duch posypał im kadzidłem głowy i dobry nastrój zaraz do nich wracał, bo od razu mówili, że szkoda się kłócić w Boże Narodzenie. Mieli rację! Ja wam mówię, mieli rację. |

#### Alfabet śląski Steuera
Wpis na Facebooku stowarzyszenia Uotwarty Ślůnsk komentujący wydarzenie polityczne (2020, alfabet śląski Steuera):
| Śląski oryginał | Dosłowne polskie tłumaczenie |
| --- | --- |
| We Ślůnsku zowdy mjeli w zocy tradycyjo. Zowdy starali śe uo familijo i porzůndek. Nasza tradycyjo to je krisbaum na Gody i gyszynki uod Dźećůntka. Nasza tradycyjo to sům powjarki uo Utopku i Strzigach. Nasza tradycyjo to je zoca do starki i starzika. Nasza tradycyjo to je szkat i gołymbje. Ale ślypo usuchliwość do episkopatu, kery chrůńi pedofilůw, to ńyma nasza tradycyjo. Ńynawiść szyrzůno uod biskupůw i gůn na synkůw, co przajům synkům, to ńyma nasza tradycyjo. Ślůnsko tradycyjo to je Uotwarty Ślůnsk! | Na Śląsku zawsze szanowano tradycję. Zawsze dbali o rodzinę i porządek. Nasza tradycja to choinka świąteczna i prezenty od Dzieciątka. Nasza tradycja to legendy o utopcu i strzygach. Nasza tradycja to szacunek do babci i dziadka. Nasza tradycja to skat i gołębie. Ale ślepe posłuszeństwo wobec episkopatu, który chroni pedofilów, to nie jest nasza tradycja. Nienawiść szerzona przez biskupów i polowanie na chłopaków, którzy kochają chłopaków, nie jest naszą tradycją. Śląska tradycja to Otwarty Śląsk! |

#### Własny zapis (Anna Myszyńska)
Fragment rubryki Anny Myszyńskiej publikowanej w gazecie „Tygodnik Prudnicki” (2005, własny zapis):
| Śląski oryginał | Dosłowne polskie tłumaczenie |
| --- | --- |
| Mój chop nie był Ślązok i mój foter i siostra skuli tego cierpieli, a jednak w mroźny dzień stycznia 1960 roku w śniegu siedli na koło, choć mieli już wtedy 72 lata, jechali na banał do Dobrego i przyjechali do Białej na nasz ślub kościelny. Byli krom świadków jedyny naszyj gościał, bo wesela my nie robiyli. Nie dostali ekstra kolorowego zaproszenia, złotymi literoma zapisany, nie przywieźli wielkiego bukietu kwiołtków, abo geszenku, przywieźli coś wiałcyj. Przywieźli siebie i błogosławieństwo. Druga strona też była tolerancyjnoł i bysztimt też cierpiała, ale starszy brat mojego boł noł za świadka. Przyjechał z drugiej strony, z Nysy do Białej tą samą bimelbaną co foter, jyno w Prudniku musioł se przesiadać. | Mój chłopak nie był Ślązakiem i mój ojciec i siostra cierpieli z tego powodu, a jednak w mroźny dzień stycznia 1960 roku w śniegu wsiedli na rower, choć mieli już wtedy 72 lata, jechali na stację kolejową do Dobrej i przyjechali do Białej na nasz ślub kościelny. Byli oprócz świadków jedynymi naszymi goścmi, bo wesela nie robiliśmy. Nie dostali wyjątkowego kolorowego zaproszenia, zapisanego złotymi literami, nie przywieźli wielkiego bukietu kwiatków, albo prezentu, przywieźli coś więcej. Przywieźli siebie i błogosławieństwo. Druga strona też była tolerancyjna i pewnie też cierpiała, ale starszy brat mojego był nam za świadka. Przyjechał z drugiej strony, z Nysy do Białej tą samą kolejką co ojciec, tylko w Prudniku musiał się przesiąść. |

#### Własny zapis (Fryderyk Jan Dral)
Fragment rubryki Fryderyka Jana Drala publikowanej w gazecie „Gazeta Codzienna” (2020, własny zapis):
| Śląski oryginał | Dosłowne polskie tłumaczenie |
| --- | --- |
| Tak rozmyślóm, kiery fórt w naszym mieście je taki uwziynty i sadzi strómy, kiere majóm na sobie tak moc liści. Hańdownij taki stromy rosły jyno w lesie i jak na jesiyń listki ś nich opadły, to nieskorzij skrymiały, bo chroboki i grziby przeca też s czegosi żyć muszóm. W mieście je s tym każdego roku yno łostuda, bo tak naprowde żodyn nie wiy co dalij s tymi liściami zrobić. Jedni to śmiatajóm do takich wielkich pytli i nieskorzij kansi to wywożóm. Sóm też tacy co majóm przez pleca przewieszóne taki duchaczki i ty liści s każdej cesty zduchujóm do przikopy. Je przi tym tela krawalu, że jak sie wedla nich stanie to nie idzie ani ze sebóm porzóndzić. | Tak się zastanawiam, kto w naszym mieście jest cały czas taki zawzięty i sadzi drzewa, które mają na sobie tyle liści. Kiedyś takie drzewa rosły tylko w lesie i jak jesienią liście z nich opadły, to potem zbutwiały, bo robaki i grzyby przecież też czegoś żyć muszą. W mieście jest z tym co roku tylko wstyd, bo nikt właściwie nie wie, co dalej z tymi liśćmi zrobić. Jedni to zmiatają do takich wielkich worków i potem gdzieś to wywożą. Są też tacy, co mają na plecach zawieszone takie dmuchawy i te liście z każdej drogi zdmuchują do rowu. Jest przy tym tyle hałasu, że jak się koło nich stanie, to nie da się rozmawiać. |

#### Ślabikŏrzowy szrajbōnek z prudnickim dyftongiem Ẽ (propozycja Roberta Hellfeiera)
Zapis relacji mieszkańca Serwitutu, który opowiadał o tym, jak udało mu się uniknąć pozdrowienia niemieckiego dyrektora szkoły w Smolarni słowami „Heil Hitler”, za co spotkała go kara. „Tygodnik Prudnicki” (2023):
| Śląski oryginał | Dosłowne polskie tłumaczenie |
| --- | --- |
| Rŏz jechŏ tyn rechtor Schön. Jechẽ ôd Smolarniy na Serwitut. A jẽ eh szẽ ôd Serwitutu piechty do Smolarniy. A jak eh go widziŏ, eh szŏ przez las i nie chciẽ eh go pozdrowić. Ale łōn mie widziŏ. I na drugi dziyń jak eh prziszŏ do szkoły, eh musiŏ zarŏzki pisać do hefta: „Ich werde grüßen Heil Hitler”. To eh musiẽ sto razy napisać. | Pewnego razu jechał kierownik Schön. Jechał od Smolarni w kierunku Serwitutu. A ja szedłem z Serwitutu pieszo do Smolarni. Gdy go zauważyłem, to szedłem przez las i nie chciałem go pozdrowić. Ale on mnie widział. I na drugi dzień, jak przyszedłem do szkoły, to od razu musiałem pisać w zeszycie: „Będę pozdrawiał słowami Heil Hitler”. Sto razy musiałem to napisać. |

## Wzajemne oddziaływanie literackiej polszczyzny i dialektu śląskiego

### Wpływ języka literackiego na etnolekt śląski
Na popularyzację gwar śląskich w Polsce ma wpływ m.in. miesięcznik „Śląsk”. Wraz ze wzrostem ruchów migracyjnych ludności czysta mowa śląska zaczęła zmniejszać swój zasięg. Doprowadziło to do powstania instytucji i inicjatyw broniących czystości dialektów śląskich. Przykładem może być organizowany od 1993 roku konkurs Po naszymu, czyli po śląsku.

### Wpływ dialektu śląskiego na język literacki
Etnolekt śląski w małym stopniu wpływał na kształt polszczyzny standardowej; obszar Śląska nie wszedł po okresie rozbicia dzielnicowego w skład państwa polskiego. Cechą ogólnopolską wywodzącą się ze Śląska jest tylko upowszechnienie się przyrostka -ow. W dialekcie małopolskim i wielkopolskim istniało początkowo rozróżnienie: po głosce miękkiej przyrostek -ew (krolewi, koniewi), po twardej -ow (domowi, chłopakowi). To rozróżnienie zanikło na Śląsku już w XII w., gdzie mówiono zarówno krolowi, koniowi, jak i chłopakowi.

## Status prawny w Polsce

### Obowiązujący stan prawny[e]
Przepisy Konstytucji Rzeczypospolitej Polskiej z dnia 2 kwietnia 1997 r. nie nadają etnolektowi śląskiemu statusu języka urzędowego. W Ustawie z dnia 6 stycznia 2005 r. o mniejszościach narodowych i etnicznych oraz o języku regionalnym nie uznaje się etnolektu śląskiego za język mniejszości narodowej lub etnicznej ani też za język regionalny. W obecnie obowiązującym stanie prawnym etnolekt śląski nie jest więc równoprawny z językami, którym przyznano status języka urzędowego, języka mniejszości narodowej lub etnicznej albo języka regionalnego, przez co stosowanie etnolektu śląskiego jest w porównaniu z nimi ograniczone. Ograniczenie wyraża się między innymi w braku prawa do: używania i pisowni imion i nazwisk w dokumentach urzędowych zgodnie ze swoistymi zasadami pisowni, nauki w szkołach, używania przed organami państwa jako język pomocniczy, a także używania w dodatkowych urzędowych nazwach miejscowości, obiektów fizjograficznych i nazwach ulic. Oprócz tego na władzach publicznych nie spoczywa prawny obowiązek wspierania działalności zmierzającej do zachowania i jego rozwoju.
Jeżeli uznać, że etnolekt śląski jest gwarą języka polskiego, wówczas stosownie do Ustawy z dnia 7 października 1999 r. o języku polskim podlega on ochronie w ramach ochrony języka polskiego polegającej na upowszechnianiu szacunku dla regionalizmów i gwar, a także przeciwdziałaniu ich zanikowi.
W debacie publicznej podnoszone są postulaty wprowadzenia zmian prawnych mających nadać etnolektowi śląskiemu status języka regionalnego lub uznania za język mniejszości narodowej lub etnicznej.
Spór wokół statusu śląszczyzny przebiega na kilku poziomach i ma wiele przyczyn, a za główną uznaje się przeplatanie dyskursu: politycznego, prawnego i naukowego. Na gruncie każdego z nich pojęcie „języka” rozumiane jest inaczej, a niespójność terminologiczna oraz niewspółmierność celów znacząco utrudniają wypracowanie wspólnego stanowiska. Wskazane rodzaje dyskursów odnoszą się do siebie w następujący sposób. Dyskurs prawny jest ściśle wiązany z dyskursem politycznym, gdyż przepisy prawa ustanawiają władze państwowe. Dyskurs prawny ponadto pomocniczo czerpie z nauki jako ustalającej okoliczności faktyczne. W dyskursie naukowym popularnym jest pogląd, że prawne zadekretowanie jakiegoś języka jest wyłącznie aktem politycznym i nie rozstrzyga dyskusji naukowej.

### Inicjatywy zmiany statusu prawnego
6 września 2007 roku 23 posłów Sejmu RP zgłosiło projekt ustawy, ustanawiającej dla śląszczyzny status języka regionalnego.
W 2010 r. Marek Plura, poseł PO, złożył projekt ustawy nadającej śląskiemu status języka regionalnego. Projekt ustawy uzyskał pozytywną opinię sejmowego biura analiz, jednak został negatywnie zaopiniowany przez MSWiA (w uzasadnieniu stwierdzono, że śląski jest dialektem polskiego, a nie osobnym językiem). Pomimo negatywnej opinii resortu spraw wewnętrznych, poseł zapowiedział skierowanie projektu do marszałka Sejmu. Ostatecznie projekt ustawy został złożony do laski marszałkowskiej. 
W 2011 r., po wyborach parlamentarnych złożony został kolejny projekt ustawy nadającej śląskiemu status języka regionalnego. Wniosek złożony 30 marca 2012 roku podpisało 64 posłów.
W 2012 roku Minister Administracji i Cyfryzacji wymienił śląski jako język w załączniku nr 1 do nieobowiązującego już rozporządzenia w sprawie państwowego rejestru nazw geograficznych, jednak w nowelizacji tego rozporządzenia z listopada 2013 r. śląski został pominięty.
W 2020 roku do Sejmu wpłynął poselski projekt ustawy o zmianie ustawy o mniejszościach narodowych i etnicznych oraz o języku regionalnym oraz niektórych innych ustaw, wedle którego język śląski jest językiem regionalnym. W 2021 projekt ten został skierowany do I czytania, a proces legislacyjny nie zakończył się do końca IX kadencji Sejmu w 2023 (ze względu na zasadę dyskontynuacji nie był procedowany w kolejnej kadencji).
W 2024 wniesiono do Sejmu nowy poselski projekt ustawy o zmianie ustawy o mniejszościach narodowych i etnicznych oraz o języku regionalnym oraz niektórych innych ustaw, w którym zaproponowano zapis stwierdzający, że język śląski w rozumieniu ustawy jest językiem regionalnym. 26 kwietnia 2024 projekt tej ustawy został uchwalony przez Sejm, a 9 maja przyjęty bez poprawek przez Senat. 29 maja ustawa została zawetowana przez Prezydenta RP Andrzeja Dudę i skierowana do ponownego rozpatrzenia przez Sejm.